# Circonscription électorale de Barcelone (Catalogne)
Ne doit pas être confondu avec Circonscription électorale de Barcelone.
 (novembre 2024).
La circonscription de Barcelone est une circonscription électorale de la Catalogne. Elle correspond au territoire de la province de Barcelone. Elle élit 85 députés lors des élections au Parlement de Catalogne et compte 4 124 349 électeurs inscrits en 2015.

Situation de la circonscription de Barcelone.

## Élections au Parlement de Catalogne de 1980

### Résultats
Aux élections au Parlement de Catalogne de 1980, seize listes sont candidates dans la circonscription de Barcelone. Le taux de participation est de 61,10 %.
| Rang  | Liste | Liste                                                   | Voix       | %       | Sièges |
| ----- | ----- | ------------------------------------------------------- | ---------- | ------- | ------ |
| 1     |       | Convergence et Union (CiU)                              | +0570 670, | 27,24 % | 26     |
| 2     |       | Parti des socialistes de Catalogne (PSC)                | +0485 324, | 23,17 % | 22     |
| 3     |       | Parti socialiste unifié de Catalogne (PSUC)             | +0435 887, | 20,81 % | 20     |
| 4     |       | Esquerra Republicana de Catalunya (ERC)                 | +0173 815, | 8,30 %  | 8      |
| 5     |       | Centristes de Catalunya-UCD (ca) (CC-UCD)               | +0171 122, | 8,17 %  | 7      |
| 6     |       | Partido Socialista de Andalucía-Partido Andaluz (PSA)   | +0063 442, | 3,03 %  | 2      |
| 7     |       | Solidaritat Catalana (ca) (SC)                          | +0053 967, | 2,58 %  | 0      |
| 8     |       | Nacionalistes d'Esquerra (ca) (NE)                      | +0032 324, | 1,54 %  | 0      |
| 9     |       | Candidatura d'Unitat Popular pel Socialisme (ca) (CUPS) | +0028 499, | 1,36 %  | 0      |
| 10    |       | Fuerza Nueva (FN)                                       | +0020 074, | 0,96 %  | 0      |
| 11    |       | Partit Comunista Obrer de Catalunya (ca) (PCOC)         | +0012 963, | 0,62 %  | 0      |
| 12    |       | Bloc d'Esquerra d'Alliberament Nacional (ca) (BEAN)     | +0011 620, | 0,55 %  | 0      |
| 13    |       | Falange Española de las JONS (FEJONS)                   | +0006 029, | 0,29 %  | 0      |
| 14    |       | Unitat Comunista (ca) (UC)                              | +0005 710, | 0,27 %  | 0      |
| 15    |       | Partido Nacional Independiente (ca) (PNI)               | +0004 741, | 0,23 %  | 0      |
| 16    |       | Conservadors de Catalunya (ca) (CC)                     | +0004 095, | 0,20 %  | 0      |
| Total | Total | Total                                                   | 2 080 282  |         | 85     |

### Députés élus
Six listes sont représentées au Parlement de Catalogne.
| Liste | Liste                                           | Rang                               | Nom                      |
| ----- | ----------------------------------------------- | ---------------------------------- | ------------------------ |
|       | Convergence et Union                            | 1                                  | Jordi Pujol i Soley      |
| 2     | Convergence et Union                            | Miquel Coll i Alentorn             |                          |
| 3     | Convergence et Union                            | Macià Alavedra i Moner             |                          |
| 4     | Convergence et Union                            | Josep M. Cullell i Nadal           |                          |
| 5     | Convergence et Union                            | Pere Pi-Sunyer Bayó                |                          |
| 6     | Convergence et Union                            | Francesc Xavier Bigatà i Ribé      |                          |
| 7     | Convergence et Union                            | Josep M. Ainaud de Lasarte         |                          |
| 8     | Convergence et Union                            | Marià Vila-Abadal Vilaplana        |                          |
| 9     | Convergence et Union                            | Josep Laporte i Salas              |                          |
| 10    | Convergence et Union                            | Helena Ferrer Mallol               |                          |
| 11    | Convergence et Union                            | Jaime Fonolleda Aspert             |                          |
| 12    | Convergence et Union                            | Joaquín Pibernat Lleyxà            |                          |
| 13    | Convergence et Union                            | Pere Parera i Cartró               |                          |
| 14    | Convergence et Union                            | Jaume Camps i Rovira               |                          |
| 15    | Convergence et Union                            | Ramon Camp i Batalla               |                          |
| 16    | Convergence et Union                            | Ferran Pont i Puntigam             |                          |
| 17    | Convergence et Union                            | Joan Colominas i Puig              |                          |
| 18    | Convergence et Union                            | Ramon Pla Nadal                    |                          |
| 19    | Convergence et Union                            | Josep Garrell Pubill               |                          |
| 20    | Convergence et Union                            | Alfred Albiol i Paps               |                          |
| 21    | Convergence et Union                            | Josep M. Casals Guiu               |                          |
| 22    | Convergence et Union                            | Simeó Selga i Ubach                |                          |
| 23    | Convergence et Union                            | Ferran Camps Vallejo               |                          |
| 24    | Convergence et Union                            | Raimon Escude i Pladellorens       |                          |
| 25    | Convergence et Union                            | Antoni Subirà i Claus              |                          |
| 26    | Convergence et Union                            | Ignacio Carner Jorba               |                          |
|       | Parti des socialistes de Catalogne              | 1                                  | Joan Reventós Carner     |
| 2     | Parti des socialistes de Catalogne              | Josep Andreu i Abelló              |                          |
| 3     | Parti des socialistes de Catalogne              | Carlos Cigarrán Rodil              |                          |
| 4     | Parti des socialistes de Catalogne              | Eduardo Martín Toval               |                          |
| 5     | Parti des socialistes de Catalogne              | Joan Codina Torres                 |                          |
| 6     | Parti des socialistes de Catalogne              | Lluís Armet i Coma                 |                          |
| 7     | Parti des socialistes de Catalogne              | Felipe Lorda Alaiz                 |                          |
| 8     | Parti des socialistes de Catalogne              | Juanjo Ferreiro i Suárez           |                          |
| 9     | Parti des socialistes de Catalogne              | Joan Cornudella Barberá            |                          |
| 10    | Parti des socialistes de Catalogne              | Luis Andrés García Sáez            |                          |
| 11    | Parti des socialistes de Catalogne              | Antoni Santiburcio i Moreno        |                          |
| 12    | Parti des socialistes de Catalogne              | Higini Clotas i Cierco             |                          |
| 13    | Parti des socialistes de Catalogne              | Joan Comas i Basagañas             |                          |
| 14    | Parti des socialistes de Catalogne              | Isidre Molas i Batllori            |                          |
| 15    | Parti des socialistes de Catalogne              | Joan Baptista Prats i Català       |                          |
| 16    | Parti des socialistes de Catalogne              | Esteban Casado Poveda              |                          |
| 17    | Parti des socialistes de Catalogne              | Rosa M. Barenys Martorell          |                          |
| 18    | Parti des socialistes de Catalogne              | Francesc Casares Potau             |                          |
| 19    | Parti des socialistes de Catalogne              | Joan Oliart i Pons                 |                          |
| 20    | Parti des socialistes de Catalogne              | José Eduardo González Navas        |                          |
| 21    | Parti des socialistes de Catalogne              | Esteve Tomàs i Torrens             |                          |
| 22    | Parti des socialistes de Catalogne              | Joaquim Jou Fonolla                |                          |
|       | Parti socialiste unifié de Catalogne            | 1                                  | Josep Benet Morell       |
| 2     | Parti socialiste unifié de Catalogne            | Antoni Gutiérrez Díaz              |                          |
| 3     | Parti socialiste unifié de Catalogne            | Francesc Frutos Gras               |                          |
| 4     | Parti socialiste unifié de Catalogne            | M. Dolors Calvet i Puig            |                          |
| 5     | Parti socialiste unifié de Catalogne            | Juan Ramos Camarero                |                          |
| 6     | Parti socialiste unifié de Catalogne            | Ramon Espasa i Oliver              |                          |
| 7     | Parti socialiste unifié de Catalogne            | Xavier Folch Recasens              |                          |
| 8     | Parti socialiste unifié de Catalogne            | Jordi Borja Sebastià               |                          |
| 9     | Parti socialiste unifié de Catalogne            | Alfonso Carlos Comín Ros           |                          |
| 10    | Parti socialiste unifié de Catalogne            | Antoni Lucchetti Farré             |                          |
| 11    | Parti socialiste unifié de Catalogne            | Rafael Ribó Massó                  |                          |
| 12    | Parti socialiste unifié de Catalogne            | Celestino Andrés Sánchez Ramos     |                          |
| 13    | Parti socialiste unifié de Catalogne            | Justiniano Martínez Medina         |                          |
| 14    | Parti socialiste unifié de Catalogne            | Teresa Eulàlia Calzada Isern       |                          |
| 15    | Parti socialiste unifié de Catalogne            | Marcel Planellas Aran              |                          |
| 16    | Parti socialiste unifié de Catalogne            | Luis Valentín Fernández de Velasco |                          |
| 17    | Parti socialiste unifié de Catalogne            | Alfredo Amestoy Sáenz              |                          |
| 18    | Parti socialiste unifié de Catalogne            | Pere Portabella i Ràfols           |                          |
| 19    | Parti socialiste unifié de Catalogne            | Francesc Padulles Esteban          |                          |
| 20    | Parti socialiste unifié de Catalogne            | Antonio Cuadras Camps              |                          |
|       | Esquerra Republicana de Catalunya               | 1                                  | Heribert Barrera i Costa |
| 2     | Esquerra Republicana de Catalunya               | Joan Hortala i Arau                |                          |
| 3     | Esquerra Republicana de Catalunya               | Francesc Vicens Giralt             |                          |
| 4     | Esquerra Republicana de Catalunya               | Josep M. Poblet i Guarro           |                          |
| 5     | Esquerra Republicana de Catalunya               | Josep Fornas i Martínez            |                          |
| 6     | Esquerra Republicana de Catalunya               | Ramon Viñals i Soler               |                          |
| 7     | Esquerra Republicana de Catalunya               | Jesús Prujà i Puig                 |                          |
| 8     | Esquerra Republicana de Catalunya               | Albert Alay i Serret               |                          |
|       | Centristes de Catalunya-UCD                     | 1                                  | Anton Cañellas Balcells  |
| 2     | Centristes de Catalunya-UCD                     | Eduard Punset i Casals             |                          |
| 3     | Centristes de Catalunya-UCD                     | Vicente Capdevila Cardona          |                          |
| 4     | Centristes de Catalunya-UCD                     | Higinio Torras Majem               |                          |
| 5     | Centristes de Catalunya-UCD                     | Agustín Luna Serrano               |                          |
| 6     | Centristes de Catalunya-UCD                     | Alexandre Pedrós Abelló            |                          |
| 7     | Centristes de Catalunya-UCD                     | Alfonso Pérez Guerra               |                          |
|       | Partido Socialista de Andalucía-Partido Andaluz | 1                                  | Francisco Hidalgo Gómez  |
| 2     | Partido Socialista de Andalucía-Partido Andaluz | José Acosta Sánchez                |                          |

## Élections au Parlement de Catalogne de 1984

### Résultats
Aux élections au Parlement de Catalogne de 1984, dix-sept listes sont candidates dans la circonscription de Barcelone. Le taux de participation est de 63,86 %.
| Rang  | Liste | Liste                                                                      | Voix       | %       | Sièges |
| ----- | ----- | -------------------------------------------------------------------------- | ---------- | ------- | ------ |
| 1     |       | Convergence et Union (CiU)                                                 | +0978 576, | 44,34 % | 41     |
| 2     |       | Parti des socialistes de Catalogne (PSC)                                   | +0712 278, | 32,27 % | 29     |
| 3     |       | Alianza Popular-Partido Demócrata Popular-U.Libe (AP-PDP-UL)               | +0166 905, | 7,56 %  | 7      |
| 4     |       | Parti socialiste unifié de Catalogne (PSUC)                                | +0134 777, | 6,11 %  | 5      |
| 5     |       | Esquerra Republicana de Catalunya (ERC)                                    | +0090 255, | 4,09 %  | 3      |
| 6     |       | Partit dels i les Comunistes de Catalunya (ca) (PCC)                       | +0060 900, | 2,76 %  | 0      |
| 7     |       | CE Entesa dels Nacionalistes d'Esquerra (ca) (CE ENE)                      | +0024 702, | 1,12 %  | 0      |
| 8     |       | Vèrtex Espanyol de Reivindicació del Desenvolupament Ecològic (ca) (VERDE) | +0008 714, | 0,39 %  | 0      |
| 9     |       | Partit Socialdemòcrata de Catalunya (ca) (PSDC)                            | +0005 250, | 0,24 %  | 0      |
| 10    |       | Partit Socialista dels Treballadors (ca) (PST)                             | +0003 930, | 0,18 %  | 0      |
| 11    |       | Parti ouvrier socialiste internationaliste (POSI)                          | +0002 467, | 0,11 %  | 0      |
| 12    |       | Partit Comunista Obrer de Catalunya (ca) (PCOC)                            | +0002 131, | 0,10 %  | 0      |
| 13    |       | Partit Obrer Revolucionari d'Espanya (ca) (PORE)                           | +0001 920, | 0,09 %  | 0      |
| 14    |       | Parti communiste d'Espagne (marxiste-léniniste) (PCE-ml)                   | +0001 418, | 0,06 %  | 0      |
| 15    |       | Ligue communiste révolutionnaire (LCR)                                     | +0001 376, | 0,06 %  | 0      |
| 16    |       | Partido Español Demócrata (ca) (PED)                                       | +0001 110, | 0,05 %  | 0      |
| 17    |       | Moviment Comunista de Catalunya (ca) (MCC)                                 | +000 0000, | 0,00 %  | 0      |
| Total | Total | Total                                                                      | 2 196 709  |         | 85     |

### Députés élus
Cinq listes sont représentées au Parlement de Catalogne.
| Liste | Liste                                | Rang                                 | Nom                      |
| ----- | ------------------------------------ | ------------------------------------ | ------------------------ |
|       | Convergence et Union                 | 1                                    | Jordi Pujol i Soley      |
| 2     | Convergence et Union                 | Miquel Coll i Alentorn               |                          |
| 3     | Convergence et Union                 | Macià Alavedra i Moner               |                          |
| 4     | Convergence et Union                 | Josep M. Cullell i Nadal             |                          |
| 5     | Convergence et Union                 | Francesc Xavier Bigatà i Ribé        |                          |
| 6     | Convergence et Union                 | Josep Laporte i Salas                |                          |
| 7     | Convergence et Union                 | Joan Guitart i Agell                 |                          |
| 8     | Convergence et Union                 | Agustí M. Bassols i Parés            |                          |
| 9     | Convergence et Union                 | Antoni Subirà i Claus                |                          |
| 10    | Convergence et Union                 | Pere Pi-Sunyer Bayó                  |                          |
| 11    | Convergence et Union                 | Jaume Camps i Rovira                 |                          |
| 12    | Convergence et Union                 | Joaquín Pibernat Lleyxà              |                          |
| 13    | Convergence et Union                 | Ramon Camp i Batalla                 |                          |
| 14    | Convergence et Union                 | Pere Parera i Cartró                 |                          |
| 15    | Convergence et Union                 | Joan Colominas i Puig                |                          |
| 16    | Convergence et Union                 | Ferran Pont i Puntigam               |                          |
| 17    | Convergence et Union                 | Alfred Albiol i Paps                 |                          |
| 18    | Convergence et Union                 | Flora Sanabra Villarroya             |                          |
| 19    | Convergence et Union                 | Raimon Escude i Pladellorens         |                          |
| 20    | Convergence et Union                 | Ferran Camps Vallejo                 |                          |
| 21    | Convergence et Union                 | Ramon Pla Nadal                      |                          |
| 22    | Convergence et Union                 | Simeó Selga i Ubach                  |                          |
| 23    | Convergence et Union                 | Joan M. Vallvé i Ribera              |                          |
| 24    | Convergence et Union                 | Antoni Dalmau Jové                   |                          |
| 25    | Convergence et Union                 | Josep Montal i Julià                 |                          |
| 26    | Convergence et Union                 | Enric Castellnou i Alberch           |                          |
| 27    | Convergence et Union                 | Enric Renau Folch                    |                          |
| 28    | Convergence et Union                 | Pere Carbonell Fita                  |                          |
| 29    | Convergence et Union                 | Josep M. Coll Majó                   |                          |
| 30    | Convergence et Union                 | Francesc Codina i Castillo           |                          |
| 31    | Convergence et Union                 | Carles Viñas i Serra                 |                          |
| 32    | Convergence et Union                 | Ignasi Joaniquet i Sirvent           |                          |
| 33    | Convergence et Union                 | M. del Carme Servitje i Mauri        |                          |
| 34    | Convergence et Union                 | Enric Ticó i Buxadós                 |                          |
| 35    | Convergence et Union                 | Esteve Orriols i Sendra              |                          |
| 36    | Convergence et Union                 | Eugeni-Jesús Pérez-Moreno Pallarés   |                          |
| 37    | Convergence et Union                 | Ramon Coma Casellas                  |                          |
| 38    | Convergence et Union                 | Robert Ramírez y Balcells            |                          |
| 39    | Convergence et Union                 | Joan Aymerich i Aroca                |                          |
| 40    | Convergence et Union                 | Domènec Sesmilo i Rius               |                          |
| 41    | Convergence et Union                 | Jaume Vila i Fontcuberta             |                          |
|       | Parti des socialistes de Catalogne   | 1                                    | Josep M. Obiols i Germà  |
| 2     | Parti des socialistes de Catalogne   | Lluís Armet i Coma                   |                          |
| 3     | Parti des socialistes de Catalogne   | Justo Domínguez de la Fuente         |                          |
| 4     | Parti des socialistes de Catalogne   | Isidre Molas i Batllori              |                          |
| 5     | Parti des socialistes de Catalogne   | Josep M. Bricall Masip               |                          |
| 6     | Parti des socialistes de Catalogne   | Marta Ángela Mata i Garriga          |                          |
| 7     | Parti des socialistes de Catalogne   | Joan Casanelles i Ibarz              |                          |
| 8     | Parti des socialistes de Catalogne   | Josep M. Sala i Griso                |                          |
| 9     | Parti des socialistes de Catalogne   | Higini Clotas i Cierco               |                          |
| 10    | Parti des socialistes de Catalogne   | Esteve Tomàs i Torrens               |                          |
| 11    | Parti des socialistes de Catalogne   | Joan Cornudella Barberá              |                          |
| 12    | Parti des socialistes de Catalogne   | Jordi Parpal Marfà                   |                          |
| 13    | Parti des socialistes de Catalogne   | Felipe Lorda Alaiz                   |                          |
| 14    | Parti des socialistes de Catalogne   | Francesc Casares Potau               |                          |
| 15    | Parti des socialistes de Catalogne   | Luis Andrés García Sáez              |                          |
| 16    | Parti des socialistes de Catalogne   | Antoni Santiburcio i Moreno          |                          |
| 17    | Parti des socialistes de Catalogne   | Rosa M. Barenys Martorell            |                          |
| 18    | Parti des socialistes de Catalogne   | Ramón Fernández Jurado               |                          |
| 19    | Parti des socialistes de Catalogne   | Xavier Guitart i Domènech            |                          |
| 20    | Parti des socialistes de Catalogne   | Carlos Cigarrán Rodil                |                          |
| 21    | Parti des socialistes de Catalogne   | Florencio Gil Pachón                 |                          |
| 22    | Parti des socialistes de Catalogne   | Santiago Riera i Olivé               |                          |
| 23    | Parti des socialistes de Catalogne   | José Javier Soto Cortés              |                          |
| 24    | Parti des socialistes de Catalogne   | Romà Planas Miró                     |                          |
| 25    | Parti des socialistes de Catalogne   | Joan Oliart i Pons                   |                          |
| 26    | Parti des socialistes de Catalogne   | Pilar Ferran Hernández               |                          |
| 27    | Parti des socialistes de Catalogne   | Fca. África Dolores Lorente Castillo |                          |
| 28    | Parti des socialistes de Catalogne   | José González Navas                  |                          |
| 29    | Parti des socialistes de Catalogne   | Joan Codina Torres                   |                          |
|       | Alliance populaire                   | 1                                    | Eduard Bueno Ferrer      |
| 2     | Alliance populaire                   | Jorge Fernández Díaz                 |                          |
| 3     | Alliance populaire                   | Domènec Romera Alcázar               |                          |
| 4     | Alliance populaire                   | Juan José Folchi Bonafonte           |                          |
| 5     | Alliance populaire                   | Simón Pujol i Folcrà                 |                          |
| 6     | Alliance populaire                   | José M. Santacreu Marginet           |                          |
| 7     | Alliance populaire                   | Xavier Garriga i Jove                |                          |
|       | Parti socialiste unifié de Catalogne | 1                                    | Antoni Gutiérrez Díaz    |
| 2     | Parti socialiste unifié de Catalogne | Rafael Ribó Massó                    |                          |
| 3     | Parti socialiste unifié de Catalogne | Cipriano García Sánchez              |                          |
| 4     | Parti socialiste unifié de Catalogne | Ramon Espasa i Oliver                |                          |
| 5     | Parti socialiste unifié de Catalogne | Eulàlia Vintró Castells              |                          |
|       | Esquerra Republicana de Catalunya    | 1                                    | Heribert Barrera i Costa |
| 2     | Esquerra Republicana de Catalunya    | Joan Hortala i Arau                  |                          |
| 3     | Esquerra Republicana de Catalunya    | Albert Alay i Serret                 |                          |

## Élections au Parlement de Catalogne de 1988

### Résultats
Aux élections au Parlement de Catalogne de 1988, vingt-deux listes sont candidates dans la circonscription de Barcelone. Le taux de participation est de 58,58 %.
| Rang  | Liste | Liste                                                                | Voix       | %       | Sièges |
| ----- | ----- | -------------------------------------------------------------------- | ---------- | ------- | ------ |
| 1     |       | Convergence et Union (CiU)                                           | +0894 120, | 43,60 % | 39     |
| 2     |       | Parti des socialistes de Catalogne (PSC)                             | +0643 535, | 31,38 % | 28     |
| 3     |       | Iniciativa per Catalunya (IC)                                        | +0180 872, | 8,82 %  | 8      |
| 4     |       | Alliance populaire (AP)                                              | +0107 217, | 5,23 %  | 4      |
| 5     |       | Centre démocratique et social (CDS)                                  | +0078 927, | 3,85 %  | 3      |
| 6     |       | Esquerra Republicana de Catalunya (ERC)                              | +0076 099, | 3,71 %  | 3      |
| 7     |       | Alternativa Verda (Moviment Ecologista de Catalunya) (ca) (AV (MEC)) | +0011 589, | 0,57 %  | 0      |
| 8     |       | Els Verds Ecologistes (ca) (EVE)                                     | +0006 526, | 0,32 %  | 0      |
| 9     |       | Els Verds (ca) (EV)                                                  | +0006 096, | 0,30 %  | 0      |
| 10    |       | Partit Ecologista de Catalunya-Verdes (PEC-VERDES)                   | +0005 017, | 0,24 %  | 0      |
| 11    |       | Partit Andalús de Catalunya (ca) (PAC)                               | +0004 947, | 0,24 %  | 0      |
| 12    |       | Partit Socialista dels Treballadors (ca) (PST)                       | +0004 031, | 0,20 %  | 0      |
| 13    |       | Partit Socialdemòcrata de Catalunya (ca) (PSDC)                      | +0002 731, | 0,18 %  | 0      |
| 14    |       | Juntas Españolas (ca) (JE)                                           | +0003 729, | 0,18 %  | 0      |
| 15    |       | Unification communiste d'Espagne (UCE)                               | +0002 684, | 0,13 %  | 0      |
| 16    |       | Falange Española de las JONS (FEJONS)                                | +0002 009, | 0,10 %  | 0      |
| 17    |       | Partit Obrer Revolucionari (ca) (POR)                                | +0001 938, | 0,09 %  | 0      |
| 18    |       | Partit Humanista de Catalunya (ca) (PHC)                             | +0001 679, | 0,08 %  | 0      |
| 19    |       | Lliga Obrera Comunista (ca) (LOC)                                    | +0001 661, | 0,08 %  | 0      |
| 20    |       | Unitat Popular Republicana (ca) (UPR)                                | +0 000788, | 0,04 %  | 0      |
| 21    |       | Alianza por la República (ca) (AxR)                                  | +0 000783, | 0,04 %  | 0      |
| 22    |       | Unidad Centrista (UC)                                                | +0 000590, | 0,03 %  | 0      |
| Total | Total | Total                                                                | 2 038 568  |         | 85     |

### Députés élus
Six listes sont représentées au Parlement de Catalogne.
| Liste | Liste                              | Rang                               | Nom                        |
| ----- | ---------------------------------- | ---------------------------------- | -------------------------- |
|       | Convergence et Union               | 1                                  | Jordi Pujol i Soley        |
| 2     | Convergence et Union               | Macià Alavedra i Moner             |                            |
| 3     | Convergence et Union               | Joaquim Xicoy i Bassegoda          |                            |
| 4     | Convergence et Union               | Josep M. Cullell i Nadal           |                            |
| 5     | Convergence et Union               | Francesc Xavier Bigatà i Ribé      |                            |
| 6     | Convergence et Union               | Joan Guitart i Agell               |                            |
| 7     | Convergence et Union               | Josep Miró i Ardèvol               |                            |
| 8     | Convergence et Union               | Agustí M. Bassols i Parés          |                            |
| 9     | Convergence et Union               | Joaquim Molins i Amat              |                            |
| 10    | Convergence et Union               | Joaquim Ferrer i Roca              |                            |
| 11    | Convergence et Union               | Josep Manuel Basáñez i Villaluenga |                            |
| 12    | Convergence et Union               | Joan Rigol i Roig                  |                            |
| 13    | Convergence et Union               | Antoni Subirà i Claus              |                            |
| 14    | Convergence et Union               | Ramon Camp i Batalla               |                            |
| 15    | Convergence et Union               | Flora Sanabra Villarroya           |                            |
| 16    | Convergence et Union               | Ferran Pont i Puntigam             |                            |
| 17    | Convergence et Union               | Max Manuel Cahner i García         |                            |
| 18    | Convergence et Union               | Jaume Camps i Rovira               |                            |
| 19    | Convergence et Union               | Juli Sanclimens i Genescà          |                            |
| 20    | Convergence et Union               | Domènec Sesmilo i Rius             |                            |
| 21    | Convergence et Union               | Raimon Escude i Pladellorens       |                            |
| 22    | Convergence et Union               | Joan Aymerich i Aroca              |                            |
| 23    | Convergence et Union               | M. del Carme Servitje i Mauri      |                            |
| 24    | Convergence et Union               | Eugeni-Jesús Pérez-Moreno Pallarés |                            |
| 25    | Convergence et Union               | Joan Colominas i Puig              |                            |
| 26    | Convergence et Union               | Antoni Jordà i Novas               |                            |
| 27    | Convergence et Union               | Josep Serratusell i Sitjes         |                            |
| 28    | Convergence et Union               | Josep M. Coll Majó                 |                            |
| 29    | Convergence et Union               | Pere Parera i Cartró               |                            |
| 30    | Convergence et Union               | Enric Castellnou i Alberch         |                            |
| 31    | Convergence et Union               | Ramon Pla Nadal                    |                            |
| 32    | Convergence et Union               | Ferran Camps Vallejo               |                            |
| 33    | Convergence et Union               | Enric Renau Folch                  |                            |
| 34    | Convergence et Union               | Rosa Bruguera i Bellmunt           |                            |
| 35    | Convergence et Union               | Francesc Codina i Castillo         |                            |
| 36    | Convergence et Union               | Josep Sánchez Llibre               |                            |
| 37    | Convergence et Union               | Carles Viñas i Serra               |                            |
| 38    | Convergence et Union               | Jordi Vila i Foruny                |                            |
| 39    | Convergence et Union               | Esteve Orriols i Sendra            |                            |
|       | Parti des socialistes de Catalogne | 1                                  | Josep M. Obiols i Germà    |
| 2     | Parti des socialistes de Catalogne | Pasqual Maragall i Mira            |                            |
| 3     | Parti des socialistes de Catalogne | Lluís Armet i Coma                 |                            |
| 4     | Parti des socialistes de Catalogne | Jordi Solé Tura                    |                            |
| 5     | Parti des socialistes de Catalogne | Justo Domínguez de la Fuente       |                            |
| 6     | Parti des socialistes de Catalogne | Josep M. Sala i Griso              |                            |
| 7     | Parti des socialistes de Catalogne | Higini Clotas i Cierco             |                            |
| 8     | Parti des socialistes de Catalogne | Antoni Dalmau i Ribalta            |                            |
| 9     | Parti des socialistes de Catalogne | Rosa M. Barenys Martorell          |                            |
| 10    | Parti des socialistes de Catalogne | Jaume Sobrequés i Callicó          |                            |
| 11    | Parti des socialistes de Catalogne | Manuela de Madre Ortega            |                            |
| 12    | Parti des socialistes de Catalogne | José Javier Soto Cortés            |                            |
| 13    | Parti des socialistes de Catalogne | Luis Andrés García Sáez            |                            |
| 14    | Parti des socialistes de Catalogne | Esteve Tomàs i Torrens             |                            |
| 15    | Parti des socialistes de Catalogne | Felipe Lorda Alaiz                 |                            |
| 16    | Parti des socialistes de Catalogne | Xavier Guitart i Domènech          |                            |
| 17    | Parti des socialistes de Catalogne | Jordi Menéndez Pablo               |                            |
| 18    | Parti des socialistes de Catalogne | Florencio Gil Pachón               |                            |
| 19    | Parti des socialistes de Catalogne | Pilar Ferran Hernández             |                            |
| 20    | Parti des socialistes de Catalogne | Santiago Riera i Olivé             |                            |
| 21    | Parti des socialistes de Catalogne | Rafael Madueño i Sedano            |                            |
| 22    | Parti des socialistes de Catalogne | Josep M. Rañé Blasco               |                            |
| 23    | Parti des socialistes de Catalogne | Rosa Martí Conill                  |                            |
| 24    | Parti des socialistes de Catalogne | Joan Oliart i Pons                 |                            |
| 25    | Parti des socialistes de Catalogne | Magí Cadevall Soler                |                            |
| 26    | Parti des socialistes de Catalogne | Daniel Font i Cardona              |                            |
| 27    | Parti des socialistes de Catalogne | Josep Clofent i Rosique            |                            |
| 28    | Parti des socialistes de Catalogne | Joan Roma Cunill                   |                            |
|       | Iniciativa per Catalunya           | 1                                  | Rafael Ribó Massó          |
| 2     | Iniciativa per Catalunya           | Joan Saura Laporta                 |                            |
| 3     | Iniciativa per Catalunya           | Mariano Pérez Lizándara            |                            |
| 4     | Iniciativa per Catalunya           | Jaume Nualart Serrats              |                            |
| 5     | Iniciativa per Catalunya           | Ignasi Riera Gassiot               |                            |
| 6     | Iniciativa per Catalunya           | Rosa Fabián Martínez               |                            |
| 7     | Iniciativa per Catalunya           | Celestino Andrés Sánchez Ramos     |                            |
| 8     | Iniciativa per Catalunya           | Roc Fuentes Navarro                |                            |
|       | Alliance populaire                 | 1                                  | Jorge Fernández Díaz       |
| 2     | Alliance populaire                 | Aleix Vidal-Quadras i Roca         |                            |
| 3     | Alliance populaire                 | Manuel Fernando Bauza Gómez        |                            |
| 4     | Alliance populaire                 | M. Dolors Montserrat Culleré       |                            |
|       | Centre démocratique et social      | 1                                  | Antoni Fernández i Teixidó |
| 2     | Centre démocratique et social      | José Javier Latorre Piedrafita     |                            |
| 3     | Centre démocratique et social      | Juan Martín Toribio                |                            |
|       | Esquerra Republicana de Catalunya  | 1                                  | Joan Hortala i Arau        |
| 2     | Esquerra Republicana de Catalunya  | Josep Lluís Carod-Rovira           |                            |
| 3     | Esquerra Republicana de Catalunya  | Àngel Colom i Colom                |                            |

## Élections au Parlement de Catalogne de 1992

### Résultats
Aux élections au Parlement de Catalogne de 1992, dix-sept listes sont candidates dans la circonscription de Barcelone. Le taux de participation est de 53,36 %.
| Rang  | Liste | Liste                                                                | Voix       | %       | Sièges |
| ----- | ----- | -------------------------------------------------------------------- | ---------- | ------- | ------ |
| 1     |       | Convergence et Union (CiU)                                           | +0882 758, | 44,58 % | 41     |
| 2     |       | Parti des socialistes de Catalogne (PSC)                             | +0572 036, | 28,89 % | 27     |
| 3     |       | Iniciativa per Catalunya (IC)                                        | +0146 937, | 7,42 %  | 6      |
| 4     |       | Esquerra Republicana de Catalunya (ERC)                              | +0142 381, | 7,19 %  | 6      |
| 5     |       | Parti populaire de Catalogne (PPC)                                   | +0117 409, | 5,93 %  | 5      |
| 6     |       | Centre démocratique et social (CDS)                                  | +0019 505, | 0,99 %  | 0      |
| 7     |       | Partit dels i les Comunistes de Catalunya) (ca) (PCC)                | +0019 065, | 0,96 %  | 0      |
| 8     |       | Els Verds-Unió Verda (EV-UV)                                         | +0012 750, | 0,64 %  | 0      |
| 9     |       | Els Ecologistes (ca) (EE)                                            | +0009 879, | 0,50 %  | 0      |
| 10    |       | Partit Ecologista de Catalunya-Verdes (PEC-VERDES)                   | +0007 786, | 0,39 %  | 0      |
| 11    |       | Agrupació Electoral José María Ruiz Mateos (ca) (AEJMRM)             | +0007 639, | 0,39 %  | 0      |
| 12    |       | Partit Socialista dels Treballadors (ca) (PST)                       | +0007 397, | 0,37 %  | 0      |
| 13    |       | Alternativa Verda (Moviment Ecologista de Catalunya) (ca) (AV (MEC)) | +0004 138, | 0,21 %  | 0      |
| 14    |       | Catalunya Lliure (ca) (CL)                                           | +0003 374, | 0,17 %  | 0      |
| 15    |       | Partit Obrer Revolucionari (ca) (POR)                                | +0001 679, | 0,08 %  | 0      |
| 16    |       | Partit Humanista (ca) (PH)                                           | +0001 310, | 0,07 %  | 0      |
| 17    |       | Socialistes Independents (SI)                                        | +0001 251, | 0,06 %  | 0      |
| Total | Total | Total                                                                | 1 957 294  |         | 85     |

### Députés élus
Cinq listes sont représentées au Parlement de Catalogne.
| Liste | Liste                              | Rang                               | Nom                        |
| ----- | ---------------------------------- | ---------------------------------- | -------------------------- |
|       | Convergence et Union               | 1                                  | Jordi Pujol i Soley        |
| 2     | Convergence et Union               | Macià Alavedra i Moner             |                            |
| 3     | Convergence et Union               | Joaquim Xicoy i Bassegoda          |                            |
| 4     | Convergence et Union               | Joaquim Molins i Amat              |                            |
| 5     | Convergence et Union               | Joan Guitart i Agell               |                            |
| 6     | Convergence et Union               | Xavier Trías i Vidal de Llobatera  |                            |
| 7     | Convergence et Union               | Joan M. Vallvé i Ribera            |                            |
| 8     | Convergence et Union               | Joan Rigol i Roig                  |                            |
| 9     | Convergence et Union               | Antoni Subirà i Claus              |                            |
| 10    | Convergence et Union               | Antoni Comas i Baldellou           |                            |
| 11    | Convergence et Union               | Raimon Escude i Pladellorens       |                            |
| 12    | Convergence et Union               | Domènec Sesmilo i Rius             |                            |
| 13    | Convergence et Union               | Joaquim Ferrer i Roca              |                            |
| 14    | Convergence et Union               | Ramon Camp i Batalla               |                            |
| 15    | Convergence et Union               | Flora Sanabra Villarroya           |                            |
| 16    | Convergence et Union               | Ferran Pont i Puntigam             |                            |
| 17    | Convergence et Union               | Jaume Camps i Rovira               |                            |
| 18    | Convergence et Union               | Juli Sanclimens i Genescà          |                            |
| 19    | Convergence et Union               | Joan Aymerich i Aroca              |                            |
| 20    | Convergence et Union               | Llibert Cuatrecasas i Membrado     |                            |
| 21    | Convergence et Union               | Rosa Bruguera i Bellmunt           |                            |
| 22    | Convergence et Union               | Josep Serratusell i Sitjes         |                            |
| 23    | Convergence et Union               | Enric Castellnou i Alberch         |                            |
| 24    | Convergence et Union               | Josep Sánchez Llibre               |                            |
| 25    | Convergence et Union               | Enric Renau Folch                  |                            |
| 26    | Convergence et Union               | Francesc Codina i Castillo         |                            |
| 27    | Convergence et Union               | Salvador Esteve Figueras           |                            |
| 28    | Convergence et Union               | Eugeni-Jesús Pérez-Moreno Pallarés |                            |
| 29    | Convergence et Union               | Carles Viñas i Serra               |                            |
| 30    | Convergence et Union               | Esteve Orriols i Sendra            |                            |
| 31    | Convergence et Union               | Víctor Vila i Giró                 |                            |
| 32    | Convergence et Union               | Ramon Tomàs i Riba                 |                            |
| 33    | Convergence et Union               | Pere Parera i Castro               |                            |
| 34    | Convergence et Union               | Pere Esteve i Abad                 |                            |
| 35    | Convergence et Union               | Jordi Vila i Foruny                |                            |
| 36    | Convergence et Union               | Jaume Jané i Bel                   |                            |
| 37    | Convergence et Union               | Jaume Padros Selma                 |                            |
| 38    | Convergence et Union               | Roser Oller Montia                 |                            |
| 39    | Convergence et Union               | Carles Campuzano Canadès           |                            |
| 40    | Convergence et Union               | Ramon Espadaler Parcerisas         |                            |
| 41    | Convergence et Union               | Ramon Mir Ferrer                   |                            |
|       | Parti des socialistes de Catalogne | 1                                  | Josep M. Obiols i Germà    |
| 2     | Parti des socialistes de Catalogne | Pasqual Maragall i Mira            |                            |
| 3     | Parti des socialistes de Catalogne | Joan Reventós Carner               |                            |
| 4     | Parti des socialistes de Catalogne | Lluís Armet i Coma                 |                            |
| 5     | Parti des socialistes de Catalogne | Josep M. Sala i Griso              |                            |
| 6     | Parti des socialistes de Catalogne | Higini Clotas i Cierco             |                            |
| 7     | Parti des socialistes de Catalogne | Manuela de Madre Ortega            |                            |
| 8     | Parti des socialistes de Catalogne | Antoni Castells i Oliveres         |                            |
| 9     | Parti des socialistes de Catalogne | Antoni Dalmau i Ribalta            |                            |
| 10    | Parti des socialistes de Catalogne | Oriol Martorell i Codina           |                            |
| 11    | Parti des socialistes de Catalogne | José Javier Soto Cortés            |                            |
| 12    | Parti des socialistes de Catalogne | Rosa M. Barenys Martorell          |                            |
| 13    | Parti des socialistes de Catalogne | Jaume Sobrequés i Callicó          |                            |
| 14    | Parti des socialistes de Catalogne | Josep M. Rañé Blasco               |                            |
| 15    | Parti des socialistes de Catalogne | Esteve Tomàs i Torrens             |                            |
| 16    | Parti des socialistes de Catalogne | Xavier Guitart i Domènech          |                            |
| 17    | Parti des socialistes de Catalogne | Felipe Lorda Alaiz                 |                            |
| 18    | Parti des socialistes de Catalogne | Santiago Riera i Olivé             |                            |
| 19    | Parti des socialistes de Catalogne | Rosa Martí Conill                  |                            |
| 20    | Parti des socialistes de Catalogne | Joan Oliart i Pons                 |                            |
| 21    | Parti des socialistes de Catalogne | Rafael Madrueño i Sedano           |                            |
| 22    | Parti des socialistes de Catalogne | Magí Cadevall Soler                |                            |
| 23    | Parti des socialistes de Catalogne | Celestino Corbacho i Chaves        |                            |
| 24    | Parti des socialistes de Catalogne | Dolors Torrent i Rius              |                            |
| 25    | Parti des socialistes de Catalogne | Josep Clofent i Rosique            |                            |
| 26    | Parti des socialistes de Catalogne | Daniel Font i Cardona              |                            |
| 27    | Parti des socialistes de Catalogne | Joan Roma Cunill                   |                            |
|       | Esquerra Republicana de Catalunya  | 1                                  | Àngel Colom i Colom        |
| 2     | Esquerra Republicana de Catalunya  | Josep Lluís Carod-Rovira           |                            |
| 3     | Esquerra Republicana de Catalunya  | Jaume Rodri i Febrer               |                            |
| 4     | Esquerra Republicana de Catalunya  | Xavier Bosch García                |                            |
| 5     | Esquerra Republicana de Catalunya  | Jordi Portabella i Calvete         |                            |
| 6     | Esquerra Republicana de Catalunya  | Salvador Morera Tanyà              |                            |
|       | Iniciativa per Catalunya           | 1                                  | Rafael Ribó Massó          |
| 2     | Iniciativa per Catalunya           | Joan Saura Laporta                 |                            |
| 3     | Iniciativa per Catalunya           | Antoni Farrés Sabater              |                            |
| 4     | Iniciativa per Catalunya           | Inmaculada Mayol i Beltrán         |                            |
| 5     | Iniciativa per Catalunya           | Roc Fuentes Navarro                |                            |
| 6     | Iniciativa per Catalunya           | Magda Oranich Solagran             |                            |
|       | Parti populaire de Catalogne       | 1                                  | Aleix Vidal-Quadras i Roca |
| 2     | Parti populaire de Catalogne       | Pedro Barceló García               |                            |
| 3     | Parti populaire de Catalogne       | Simón Pujol i Folcrà               |                            |
| 4     | Parti populaire de Catalogne       | M. Dolors Montserrat Culleré       |                            |
| 5     | Parti populaire de Catalogne       | Víctor Ros i Casas                 |                            |

## Élections au Parlement de Catalogne de 1995

### Résultats
Aux élections au Parlement de Catalogne de 1995, onze listes sont candidates dans la circonscription de Barcelone. Le taux de participation est de 62,89 %
| Rang  | Liste | Liste                                                           | Voix       | %       | Sièges |
| ----- | ----- | --------------------------------------------------------------- | ---------- | ------- | ------ |
| 1     |       | Convergence et Union (CiU)                                      | +0953 419, | 39,05 % | 34     |
| 2     |       | Parti des socialistes de Catalogne (PSC)                        | +0620 756, | 25,43 % | 22     |
| 3     |       | Parti populaire de Catalogne (PPC)                              | +0332 417, | 13,62 % | 12     |
| 4     |       | Iniciativa per Catalunya - Els Verds (IC-EV)                    | +0274 222, | 11,23 % | 10     |
| 5     |       | Esquerra Republicana de Catalunya (ERC)                         | +0212 335, | 8,70 %  | 7      |
| 6     |       | Alternativa Ecologista de Catalunya (ca) (AEC)                  | +0011 356, | 0,47 %  | 0      |
| 7     |       | Partit Ecologista de Catalunya (PEC)                            | +0005 639, | 0,23 %  | 0      |
| 8     |       | Partit Obrer Revolucionari (ca) (POR)                           | +0003 054, | 0,13 %  | 0      |
| 9     |       | Partit Socialista dels Treballadors (ca) (PST)                  | +0001 942, | 0,08 %  | 0      |
| 10    |       | P.I. Ciutadans de Catalunya - F.P. Indep. de España (PICC-FPIE) | +0001 326, | 0,05 %  | 0      |
| 11    |       | Plataforma Cívica-Nou Partit Socialista (PC-NPS)                | +0 000750, | 0,03 %  | 0      |
| Total | Total | Total                                                           | 2 417 216  |         | 85     |

### Députés élus
Cinq listes sont représentées au Parlement de Catalogne.
| Liste | Liste                              | Rang                              | Nom                        |
| ----- | ---------------------------------- | --------------------------------- | -------------------------- |
|       | Convergence et Union               | 1                                 | Jordi Pujol i Soley        |
| 2     | Convergence et Union               | Macià Alavedra i Moner            |                            |
| 3     | Convergence et Union               | Joan Rigol i Roig                 |                            |
| 4     | Convergence et Union               | Xavier Trias i Vidal de Llobatera |                            |
| 5     | Convergence et Union               | Artur Mas i Gavarró               |                            |
| 6     | Convergence et Union               | Antoni Comas i Baldellou          |                            |
| 7     | Convergence et Union               | Ramon Camp i Batalla              |                            |
| 8     | Convergence et Union               | Domènec Sesmilo i Rius            |                            |
| 9     | Convergence et Union               | Flora Sanabra i Villarroya        |                            |
| 10    | Convergence et Union               | Joaquim Pujol i Figa              |                            |
| 11    | Convergence et Union               | Josep Lluís Vilaseca i Guasch     |                            |
| 12    | Convergence et Union               | Ferran Pont i Puntigam            |                            |
| 13    | Convergence et Union               | Joaquim Ferrer i Roca             |                            |
| 14    | Convergence et Union               | Raimon Escudé i Pladellorens      |                            |
| 15    | Convergence et Union               | Joan Granados i Durán             |                            |
| 16    | Convergence et Union               | Jordi Casas i Bedós               |                            |
| 17    | Convergence et Union               | Rosa Bruguera i Bellmunt          |                            |
| 18    | Convergence et Union               | Ignasi Guardans i Cambó           |                            |
| 19    | Convergence et Union               | Rafael Hinojosa i Lucena          |                            |
| 20    | Convergence et Union               | Ramon Espadaler i Parcerisas      |                            |
| 21    | Convergence et Union               | Jaume Camps i Rovira              |                            |
| 22    | Convergence et Union               | Joan Raventós i Pujadó            |                            |
| 23    | Convergence et Union               | Francesc Codina i Castillo        |                            |
| 24    | Convergence et Union               | Jaume Jané i Bel                  |                            |
| 25    | Convergence et Union               | Joan Aymerich i Aroca             |                            |
| 26    | Convergence et Union               | Salvador Esteve i Figueras        |                            |
| 27    | Convergence et Union               | Josep Serratusell i Sitjes        |                            |
| 28    | Convergence et Union               | Araceli Vendrell i Gener          |                            |
| 29    | Convergence et Union               | Víctor Vila i Giró                |                            |
| 30    | Convergence et Union               | Esteve Orriols i Sendra           |                            |
| 31    | Convergence et Union               | Meritxell Borràs i Solé           |                            |
| 32    | Convergence et Union               | Josep Lluís Fernández i Burgui    |                            |
| 33    | Convergence et Union               | Francesc Iglesias i Sala          |                            |
| 34    | Convergence et Union               | Enric Castellnou i Alberch        |                            |
|       | Parti des socialistes de Catalogne | 1                                 | Joaquim Nadal i Farreras   |
| 2     | Parti des socialistes de Catalogne | Josep M. Obiols i Germà           |                            |
| 3     | Parti des socialistes de Catalogne | Joan Reventós i Carner            |                            |
| 4     | Parti des socialistes de Catalogne | Manuela de Madre i Ortega         |                            |
| 5     | Parti des socialistes de Catalogne | Higini Clotas i Cierco            |                            |
| 6     | Parti des socialistes de Catalogne | Josep Maria Sala i Griso          |                            |
| 7     | Parti des socialistes de Catalogne | Lluís Armet i Coma                |                            |
| 8     | Parti des socialistes de Catalogne | Celestino Corbacho i Chaves       |                            |
| 9     | Parti des socialistes de Catalogne | Carme Figueras i Siñol            |                            |
| 10    | Parti des socialistes de Catalogne | Josep Mir i Bagó                  |                            |
| 11    | Parti des socialistes de Catalogne | Joan Blanch i Rodríguez           |                            |
| 12    | Parti des socialistes de Catalogne | Antoni Dalmau i Ribalta           |                            |
| 13    | Parti des socialistes de Catalogne | Rosa Barenys i Martorell          |                            |
| 14    | Parti des socialistes de Catalogne | Josep Maria Rañé i Blasco         |                            |
| 15    | Parti des socialistes de Catalogne | Xavier Guitart i Domènech         |                            |
| 16    | Parti des socialistes de Catalogne | Joan Ferran i Serafini            |                            |
| 17    | Parti des socialistes de Catalogne | Josep M. Carbonell i Abelló       |                            |
| 18    | Parti des socialistes de Catalogne | Josep Clofent i Rosique           |                            |
| 19    | Parti des socialistes de Catalogne | Montserrat Tura i Camafreita      |                            |
| 20    | Parti des socialistes de Catalogne | Joan Oliart i Pons                |                            |
| 21    | Parti des socialistes de Catalogne | Magí Cadevall i Soler             |                            |
| 22    | Parti des socialistes de Catalogne | Manuel Bustos i Garrido           |                            |
|       | Parti populaire de Catalogne       | 1                                 | Aleix Vidal-Quadras i Roca |
| 2     | Parti populaire de Catalogne       | Simón Pujol i Folcrà              |                            |
| 3     | Parti populaire de Catalogne       | Francesc Marhuenda García         |                            |
| 4     | Parti populaire de Catalogne       | Maria Dolors Montserrat i Culleré |                            |
| 5     | Parti populaire de Catalogne       | Víctor Ros i Casas                |                            |
| 6     | Parti populaire de Catalogne       | Julio Ariza Irigoyen              |                            |
| 7     | Parti populaire de Catalogne       | Maria Dolors Nadal i Aymerich     |                            |
| 8     | Parti populaire de Catalogne       | Ignasi Oleart i Comellas          |                            |
| 9     | Parti populaire de Catalogne       | Daniel Sirera                     |                            |
| 10    | Parti populaire de Catalogne       | Josep Maria Francàs i Porti       |                            |
| 11    | Parti populaire de Catalogne       | Isidre Bonet i Palau              |                            |
| 12    | Parti populaire de Catalogne       | Jacint Vilardaga i González       |                            |
|       | Iniciativa per Catalunya-Els Verds | 1                                 | Rafael Ribó Massó          |
| 2     | Iniciativa per Catalunya-Els Verds | Imma Mayol Beltrán                |                            |
| 3     | Iniciativa per Catalunya-Els Verds | Maria Olivares Usac               |                            |
| 4     | Iniciativa per Catalunya-Els Verds | Jordi Guillot Miravet             |                            |
| 5     | Iniciativa per Catalunya-Els Verds | Ignasi Riera Gassiot              |                            |
| 6     | Iniciativa per Catalunya-Els Verds | Roc Fuentes Navarro               |                            |
| 7     | Iniciativa per Catalunya-Els Verds | Joan Boada Masoliver              |                            |
| 8     | Iniciativa per Catalunya-Els Verds | Carmen Tolosana Cidón             |                            |
| 9     | Iniciativa per Catalunya-Els Verds | Joaquim Novella Izquierdo         |                            |
| 10    | Iniciativa per Catalunya-Els Verds | Fidel Lora Lillo                  |                            |
|       | Esquerra Republicana de Catalunya  | 1                                 | Àngel Colom i Colom        |
| 2     | Esquerra Republicana de Catalunya  | Josep Lluís Carod-Rovira          |                            |
| 3     | Esquerra Republicana de Catalunya  | Josep Huguet i Biosca             |                            |
| 4     | Esquerra Republicana de Catalunya  | Xavier Bosch i García             |                            |
| 5     | Esquerra Republicana de Catalunya  | Jordi Portabella i Calvete        |                            |
| 6     | Esquerra Republicana de Catalunya  | Salvador Morera i Tanyà           |                            |
| 7     | Esquerra Republicana de Catalunya  | Joan Ridao i Martin               |                            |

## Élections au Parlement de Catalogne de 1999

### Résultats
Aux élections au Parlement de Catalogne de 1999, seize listes sont candidates dans la circonscription de Barcelone. Le taux de participation est de 58,58 %
| Rang  | Liste | Liste                                                   | Voix       | %       | Sièges |
| ----- | ----- | ------------------------------------------------------- | ---------- | ------- | ------ |
| 1     |       | Parti des socialistes de Catalogne (PSC)                | +0948 202, | 39,99 % | 36     |
| 2     |       | Convergence et Union (CiU)                              | +0833 168, | 35,14 % | 31     |
| 3     |       | Parti populaire de Catalogne (PPC)                      | +0234 957, | 9,91 %  | 8      |
| 4     |       | Esquerra Republicana de Catalunya (ERC)                 | +0183 270, | 7,73 %  | 7      |
| 5     |       | Iniciativa per Catalunya - Els Verds                    | +0078 441, | 3,31 %  | 3      |
| 6     |       | Esquerra Unida i Alternativa (EUiA)                     | +0038 836, | 1,64 %  | 0      |
| 7     |       | Els Verds-Confederació Ecologista de Catalunya (EV-CEC) | +0017 684, | 0,75 %  | 0      |
| 8     |       | Els Verds-Alternativa Verda (EV-AV)                     | +0005 000, | 0,21 %  | 0      |
| 9     |       | Partit Obrer Socialista Internacionalista (POSI)        | +0002 784, | 0,12 %  | 0      |
| 10    |       | Falange Española de las JONS (FEJONS)                   | +0001 281, | 0,05 %  | 0      |
| 11    |       | Unión Centrista-Centro Democrático y Social (UC-CDS)    | +0001 161, | 0,05 %  | 0      |
| 12    |       | Estat Català                                            | +0001 137, | 0,05 %  | 0      |
| 13    |       | Partit Humanista de Catalunya (ca)                      | +0 000974, | 0,04 %  | 0      |
| 14    |       | Partit de la Llei Natural                               | +0 000738, | 0,03 %  | 0      |
| 15    |       | Unión Federal Democrática                               | +0 000447, | 0,02 %  | 0      |
| 16    |       | Lluita Internacionalista                                | +0 000323, | 0,01 %  | 0      |
| Total | Total | Total                                                   | 2 348 949  |         | 85     |

### Députés élus
Cinq listes sont représentées au Parlement de Catalogne.
| Liste | Liste                                                  | Rang                              | Nom                      |
| ----- | ------------------------------------------------------ | --------------------------------- | ------------------------ |
|       | Parti des socialistes de Catalogne-Ciutadans pel Canvi | 1                                 | Pasqual Maragall i Mira  |
| 2     | Parti des socialistes de Catalogne-Ciutadans pel Canvi | Joaquim Nadal i Farreras          |                          |
| 3     | Parti des socialistes de Catalogne-Ciutadans pel Canvi | Manuela de Madre Ortega           |                          |
| 4     | Parti des socialistes de Catalogne-Ciutadans pel Canvi | Josep M. Vallés i Casadevall      |                          |
| 5     | Parti des socialistes de Catalogne-Ciutadans pel Canvi | Carme Valls i Llobet              |                          |
| 6     | Parti des socialistes de Catalogne-Ciutadans pel Canvi | Higini Clotas i Cierco            |                          |
| 7     | Parti des socialistes de Catalogne-Ciutadans pel Canvi | Lluis Armet i Coma                |                          |
| 8     | Parti des socialistes de Catalogne-Ciutadans pel Canvi | Ramon Espasa i Oliver             |                          |
| 9     | Parti des socialistes de Catalogne-Ciutadans pel Canvi | Carme Figueras i Siñol            |                          |
| 10    | Parti des socialistes de Catalogne-Ciutadans pel Canvi | Montserrat Tura i Camafreita      |                          |
| 11    | Parti des socialistes de Catalogne-Ciutadans pel Canvi | Manuel Bustos Garrido             |                          |
| 12    | Parti des socialistes de Catalogne-Ciutadans pel Canvi | Miquel Iceta                      |                          |
| 13    | Parti des socialistes de Catalogne-Ciutadans pel Canvi | M. Pilar Malla i Escofet          |                          |
| 14    | Parti des socialistes de Catalogne-Ciutadans pel Canvi | Joan Ferran i Serafini            |                          |
| 15    | Parti des socialistes de Catalogne-Ciutadans pel Canvi | Miquel Barceló i Roca             |                          |
| 16    | Parti des socialistes de Catalogne-Ciutadans pel Canvi | Josep Mª Carbonell i Abelló       |                          |
| 17    | Parti des socialistes de Catalogne-Ciutadans pel Canvi | Teresa Serra Majem                |                          |
| 18    | Parti des socialistes de Catalogne-Ciutadans pel Canvi | Josep Mª Rañe i Blasco            |                          |
| 19    | Parti des socialistes de Catalogne-Ciutadans pel Canvi | Alexandre Masllorens i Escobós    |                          |
| 20    | Parti des socialistes de Catalogne-Ciutadans pel Canvi | Joan Roma i Cunill                |                          |
| 21    | Parti des socialistes de Catalogne-Ciutadans pel Canvi | Caterina Mieras i Barceló         |                          |
| 22    | Parti des socialistes de Catalogne-Ciutadans pel Canvi | Josep Clofent i Rosique           |                          |
| 23    | Parti des socialistes de Catalogne-Ciutadans pel Canvi | Oriol Nel.Lo i Colom              |                          |
| 24    | Parti des socialistes de Catalogne-Ciutadans pel Canvi | David Pérez Ibáñez                |                          |
| 25    | Parti des socialistes de Catalogne-Ciutadans pel Canvi | Assumpta Baig i Torras            |                          |
| 26    | Parti des socialistes de Catalogne-Ciutadans pel Canvi | Josep Casajuana i Pladellorens    |                          |
| 27    | Parti des socialistes de Catalogne-Ciutadans pel Canvi | Pilar Díaz Romero                 |                          |
| 28    | Parti des socialistes de Catalogne-Ciutadans pel Canvi | Bernardo Fernández Martínez       |                          |
| 29    | Parti des socialistes de Catalogne-Ciutadans pel Canvi | Mª Angela Gassó i Closa           |                          |
| 30    | Parti des socialistes de Catalogne-Ciutadans pel Canvi | Flora Vilalta Sospedra            |                          |
| 31    | Parti des socialistes de Catalogne-Ciutadans pel Canvi | Fèlix Sogas i Mascaró             |                          |
| 32    | Parti des socialistes de Catalogne-Ciutadans pel Canvi | Juan Manuel Jaime Ortea           |                          |
| 33    | Parti des socialistes de Catalogne-Ciutadans pel Canvi | Marc López Plana                  |                          |
| 34    | Parti des socialistes de Catalogne-Ciutadans pel Canvi | Cristina Viader i Anfrons         |                          |
| 35    | Parti des socialistes de Catalogne-Ciutadans pel Canvi | Joan Galceran i Margarit          |                          |
| 36    | Parti des socialistes de Catalogne-Ciutadans pel Canvi | Roberto Labandera Ganachipi       |                          |
|       | Convergence et Union                                   | 1                                 | Jordi Pujol i Soley      |
| 2     | Convergence et Union                                   | Artur Mas i Gavarró               |                          |
| 3     | Convergence et Union                                   | Joan Rigol i Roig                 |                          |
| 4     | Convergence et Union                                   | Xavier Trias i Vidal de Llobatera |                          |
| 5     | Convergence et Union                                   | Antoni Comas i Baldellou          |                          |
| 6     | Convergence et Union                                   | Joan Maria Pujals i Vallvè        |                          |
| 7     | Convergence et Union                                   | Ramon Camp i Batalla              |                          |
| 8     | Convergence et Union                                   | Josep Antoni Duran i Lleida       |                          |
| 9     | Convergence et Union                                   | Joaquima Alemany i Roca           |                          |
| 10    | Convergence et Union                                   | Andreu Mas i Colell               |                          |
| 11    | Convergence et Union                                   | Maria Eugènia Cuenca i Valero     |                          |
| 12    | Convergence et Union                                   | Jordi Casas i Bedós               |                          |
| 13    | Convergence et Union                                   | Joan Maria Vallvé i Ribera        |                          |
| 14    | Convergence et Union                                   | Joan Viñas i Bona                 |                          |
| 15    | Convergence et Union                                   | Joaquim Ferrer i Roca             |                          |
| 16    | Convergence et Union                                   | Domènec Sesmilo i Rius            |                          |
| 17    | Convergence et Union                                   | Rafael Hinojosa i Lucena          |                          |
| 18    | Convergence et Union                                   | Rosa Bruguera i Bellmunt          |                          |
| 19    | Convergence et Union                                   | Antoni Fernández i Teixidó        |                          |
| 20    | Convergence et Union                                   | Ramon Espadaler i Parcerisas      |                          |
| 21    | Convergence et Union                                   | Flora Sanabra i Villarroya        |                          |
| 22    | Convergence et Union                                   | Vicenç Villatoro i Lamolla        |                          |
| 23    | Convergence et Union                                   | Lluís Recoder i Miralles          |                          |
| 24    | Convergence et Union                                   | Antoni Castellà i Clavé           |                          |
| 25    | Convergence et Union                                   | Jaume Camps i Rovira              |                          |
| 26    | Convergence et Union                                   | Salvador Esteve i Figueras        |                          |
| 27    | Convergence et Union                                   | Josep Rull i Andreu               |                          |
| 28    | Convergence et Union                                   | Josep Lluís Fernàndez i Burgui    |                          |
| 29    | Convergence et Union                                   | Esteve Orriols i Sendra           |                          |
| 30    | Convergence et Union                                   | Francesc Codina i Castillo        |                          |
| 31    | Convergence et Union                                   | Jaume Farguell i Sitges           |                          |
|       | Parti populaire de Catalogne                           | 1                                 | Alberto Fernández Díaz   |
| 2     | Parti populaire de Catalogne                           | Dolors Nadal i Aymerich           |                          |
| 3     | Parti populaire de Catalogne                           | Maria Dolors Montserrat i Culleré |                          |
| 4     | Parti populaire de Catalogne                           | Francesc Vendrell i Bayona        |                          |
| 5     | Parti populaire de Catalogne                           | Ricard Fernández Deu              |                          |
| 6     | Parti populaire de Catalogne                           | Daniel Sirera                     |                          |
| 7     | Parti populaire de Catalogne                           | Maria Caridad Mejias Sánchez      |                          |
| 8     | Parti populaire de Catalogne                           | Maria Angeles Esteller Ruedas     |                          |
|       | Esquerra Republicana de Catalunya                      | 1                                 | Josep Lluís Carod-Rovira |
| 2     | Esquerra Republicana de Catalunya                      | Josep Huguet i Biosca             |                          |
| 3     | Esquerra Republicana de Catalunya                      | Carles Josep Bonet i Reves        |                          |
| 4     | Esquerra Republicana de Catalunya                      | Carme Porta i Abad                |                          |
| 5     | Esquerra Republicana de Catalunya                      | Joan Ridao i Martín               |                          |
| 6     | Esquerra Republicana de Catalunya                      | Xavier Vendrell i Segura          |                          |
| 7     | Esquerra Republicana de Catalunya                      | Jaume Oliveras i Maristany        |                          |
|       | Iniciativa per Catalunya Verds                         | 1                                 | Rafael Ribó Massó        |
| 2     | Iniciativa per Catalunya Verds                         | José Luis López Bulla             |                          |
| 3     | Iniciativa per Catalunya Verds                         | Elisabet Font Montanyà            |                          |

## Élections au Parlement de Catalogne de 2003

### Résultats
Aux élections au Parlement de Catalogne de 2003, dix-neuf listes sont candidates dans la circonscription de Barcelone. Le taux de participation est de 62,10 %
| Rang  | Liste | Liste                                                                    | Voix       | %       | Sièges |
| ----- | ----- | ------------------------------------------------------------------------ | ---------- | ------- | ------ |
| 1     |       | Parti des socialistes de Catalogne (PSC)                                 | +0824 270, | 33,17 % | 29     |
| 2     |       | Convergence et Union (CiU)                                               | +0715 140, | 28,78 % | 25     |
| 3     |       | Esquerra Republicana de Catalunya (ERC)                                  | +0376 669, | 15,16 % | 13     |
| 4     |       | Parti populaire de Catalogne (PPC)                                       | +0311 928, | 12,55 % | 11     |
| 5     |       | Iniciativa per Catalunya Verds - Esquerra Unida i Alternativa (ICV-EUiA) | +0199 553, | 8,03 %  | 7      |
| 6     |       | Els Verds-Alternativa Ecologista (EV-AE)                                 | +0018 470, | 0,74 %  | 0      |
| 7     |       | Plataforma per Catalunya (PxC)                                           | +0003 060, | 0,12 %  | 0      |
| 8     |       | Partit Obrer Socialista Internacionalista (POSI)                         | +0002 773, | 0,11 %  | 0      |
| 9     |       | Partit Comunista del Poble de Catalunya (ca) (PCPC)                      | +0001 891, | 0,08 %  | 0      |
| 10    |       | Una altra democràcia és possible (ca) (UADP)                             | +0001 211, | 0,05 %  | 0      |
| 11    |       | Partit Humanista de Catalunya (ca)                                       | +0001 188, | 0,05 %  | 0      |
| 12    |       | Estat Català                                                             | +0001 162, | 0,05 %  | 0      |
| 13    |       | Centro Democrático y Social (UC-CDS)                                     | +0001 073, | 0,04 %  | 0      |
| 14    |       | Partido Nacionalista Caló                                                | +0 000636, | 0,03 %  | 0      |
| 25    |       | Españoles Bajo el Separatismo                                            | +0 000603, | 0,02 %  | 0      |
| 18    |       | Movimiento Social Republicano                                            | +0 000602, | 0,02 %  | 0      |
| 19    |       | Lluita Internacionalista                                                 | +0 000491, | 0,02 %  | 0      |
| Total | Total | Total                                                                    | 2 462 625  |         | 85     |

### Députés élus
Cinq listes sont représentées au Parlement de Catalogne.
| Liste | Liste                                                  | Rang                           | Nom                      |
| ----- | ------------------------------------------------------ | ------------------------------ | ------------------------ |
|       | Parti des socialistes de Catalogne-Ciutadans pel Canvi | 1                              | Pasqual Maragall i Mira  |
| 2     | Parti des socialistes de Catalogne-Ciutadans pel Canvi | Manuela de Madre Ortega        |                          |
| 3     | Parti des socialistes de Catalogne-Ciutadans pel Canvi | Josep M. Vallès Casadevall     |                          |
| 4     | Parti des socialistes de Catalogne-Ciutadans pel Canvi | Antoni Castells i Oliveres     |                          |
| 5     | Parti des socialistes de Catalogne-Ciutadans pel Canvi | Carme Valls i Llobet           |                          |
| 6     | Parti des socialistes de Catalogne-Ciutadans pel Canvi | Miquel Iceta                   |                          |
| 7     | Parti des socialistes de Catalogne-Ciutadans pel Canvi | Higini Clotas Cierco           |                          |
| 8     | Parti des socialistes de Catalogne-Ciutadans pel Canvi | Ernest Maragall Mira           |                          |
| 9     | Parti des socialistes de Catalogne-Ciutadans pel Canvi | Carme Figueras Siñol           |                          |
| 10    | Parti des socialistes de Catalogne-Ciutadans pel Canvi | Montserrat Tura Camafreita     |                          |
| 11    | Parti des socialistes de Catalogne-Ciutadans pel Canvi | Joan Ferran Serafini           |                          |
| 12    | Parti des socialistes de Catalogne-Ciutadans pel Canvi | Caterina Mieras i Barceló      |                          |
| 13    | Parti des socialistes de Catalogne-Ciutadans pel Canvi | Miquel Barceló Roca            |                          |
| 14    | Parti des socialistes de Catalogne-Ciutadans pel Canvi | Josep M. Carbonell Abelló      |                          |
| 15    | Parti des socialistes de Catalogne-Ciutadans pel Canvi | Teresa Serra Majem             |                          |
| 16    | Parti des socialistes de Catalogne-Ciutadans pel Canvi | Manel Royes Vila               |                          |
| 17    | Parti des socialistes de Catalogne-Ciutadans pel Canvi | José M. Rañé Blasco            |                          |
| 18    | Parti des socialistes de Catalogne-Ciutadans pel Canvi | Oriol Nel.lo Colom             |                          |
| 19    | Parti des socialistes de Catalogne-Ciutadans pel Canvi | Consol Prados Martínez         |                          |
| 20    | Parti des socialistes de Catalogne-Ciutadans pel Canvi | Lidia Santos Arnau             |                          |
| 21    | Parti des socialistes de Catalogne-Ciutadans pel Canvi | Alexandre Masllorens i Escubós |                          |
| 22    | Parti des socialistes de Catalogne-Ciutadans pel Canvi | Ramon Espasa Oliver            |                          |
| 23    | Parti des socialistes de Catalogne-Ciutadans pel Canvi | Joan Roma Cunill               |                          |
| 24    | Parti des socialistes de Catalogne-Ciutadans pel Canvi | David Pérez Ibáñez             |                          |
| 25    | Parti des socialistes de Catalogne-Ciutadans pel Canvi | M. Assumpta Baig Torras        |                          |
| 26    | Parti des socialistes de Catalogne-Ciutadans pel Canvi | Anna del Frago Bares           |                          |
| 27    | Parti des socialistes de Catalogne-Ciutadans pel Canvi | Flora Vilalta Sospedra         |                          |
| 28    | Parti des socialistes de Catalogne-Ciutadans pel Canvi | Mohammed Chaib Akhdim          |                          |
| 29    | Parti des socialistes de Catalogne-Ciutadans pel Canvi | Pilar Díaz Romero              |                          |
|       | Convergence et Union                                   | 1                              | Artur Mas i Gavarró      |
| 2     | Convergence et Union                                   | Josep Antoni Duran i Lleida    |                          |
| 3     | Convergence et Union                                   | Felip Puig i Godes             |                          |
| 4     | Convergence et Union                                   | Francesc Homs i Ferret         |                          |
| 5     | Convergence et Union                                   | Núria de Gispert i Català      |                          |
| 6     | Convergence et Union                                   | Ramon Camp i Batalla           |                          |
| 7     | Convergence et Union                                   | Marta Llorens i Garcia         |                          |
| 8     | Convergence et Union                                   | Antoni Fernández i Teixidó     |                          |
| 9     | Convergence et Union                                   | Lluís Corominas i Díaz         |                          |
| 10    | Convergence et Union                                   | Carme-Laura Gil i Miró         |                          |
| 11    | Convergence et Union                                   | Josefina Cambra i Giné         |                          |
| 12    | Convergence et Union                                   | Ramon Espadaler i Parcerisas   |                          |
| 13    | Convergence et Union                                   | M. Eugènia Cuenca i Valero     |                          |
| 14    | Convergence et Union                                   | Lluís Recoder i Miralles       |                          |
| 15    | Convergence et Union                                   | M. Glòria Renom i Vallbona     |                          |
| 16    | Convergence et Union                                   | Jaume Camps i Rovira           |                          |
| 17    | Convergence et Union                                   | Antoni Castellà i Clavé        |                          |
| 18    | Convergence et Union                                   | Josep Rull i Andreu            |                          |
| 19    | Convergence et Union                                   | Joan Raventós i Pujadó         |                          |
| 20    | Convergence et Union                                   | Jordi Casas i Bedós            |                          |
| 21    | Convergence et Union                                   | Oriol Pujol i Ferrusola        |                          |
| 22    | Convergence et Union                                   | Carles Puigdomènech i Cantó    |                          |
| 23    | Convergence et Union                                   | Josep Lluís Cleries i Gonzàlez |                          |
| 24    | Convergence et Union                                   | Francesc Homs i Molist         |                          |
| 25    | Convergence et Union                                   | Esteve Orriols i Sendra        |                          |
|       | Esquerra Republicana de Catalunya                      | 1                              | Josep Lluís Carod-Rovira |
| 2     | Esquerra Republicana de Catalunya                      | Josep Huguet i Biosca          |                          |
| 3     | Esquerra Republicana de Catalunya                      | Pere Esteve i Abad             |                          |
| 4     | Esquerra Republicana de Catalunya                      | Carme Porta i Abad             |                          |
| 5     | Esquerra Republicana de Catalunya                      | Carles Bonet i Revés           |                          |
| 6     | Esquerra Republicana de Catalunya                      | Joan Ridao i Martín            |                          |
| 7     | Esquerra Republicana de Catalunya                      | Xavier Vendrell i Segura       |                          |
| 8     | Esquerra Republicana de Catalunya                      | Teresa Aragonès i Perales      |                          |
| 9     | Esquerra Republicana de Catalunya                      | Pilar Dellunde i Clavé         |                          |
| 10    | Esquerra Republicana de Catalunya                      | Uriel Bertran i Arrué          |                          |
| 11    | Esquerra Republicana de Catalunya                      | Oriol Amorós i March           |                          |
| 12    | Esquerra Republicana de Catalunya                      | Marina Llansana i Rosich       |                          |
| 13    | Esquerra Republicana de Catalunya                      | Josep Maria Freixanet i Mayans |                          |
|       | Parti populaire de Catalogne                           | 1                              | Josep Piqué i Camps      |
| 2     | Parti populaire de Catalogne                           | Dolors Nadal i Aymerich        |                          |
| 3     | Parti populaire de Catalogne                           | Mª Belém Pajares Ribas         |                          |
| 4     | Parti populaire de Catalogne                           | Francesc Vendrell i Bayona     |                          |
| 5     | Parti populaire de Catalogne                           | M. Dolors Montserrat i Culleré |                          |
| 6     | Parti populaire de Catalogne                           | Daniel Sirera                  |                          |
| 7     | Parti populaire de Catalogne                           | Josep Llobet Navarro           |                          |
| 8     | Parti populaire de Catalogne                           | Eva García Rodríguez           |                          |
| 9     | Parti populaire de Catalogne                           | Mª Angeles Olano García        |                          |
| 10    | Parti populaire de Catalogne                           | Rafael López Rueda             |                          |
| 11    | Parti populaire de Catalogne                           | Santiago Rodríguez Serra       |                          |
|       | Iniciativa Verds-Esquerra Alternativa                  | 1                              | Joan Saura Laporta       |
| 2     | Iniciativa Verds-Esquerra Alternativa                  | Elisabet Font Montanyà         |                          |
| 3     | Iniciativa Verds-Esquerra Alternativa                  | Jordi Miralles Conte           |                          |
| 4     | Iniciativa Verds-Esquerra Alternativa                  | Jaume Bosch Mestres            |                          |
| 5     | Iniciativa Verds-Esquerra Alternativa                  | Joan Boada Masoliver           |                          |
| 6     | Iniciativa Verds-Esquerra Alternativa                  | Maria Dolors Camats Luis       |                          |
| 7     | Iniciativa Verds-Esquerra Alternativa                  | Maria Dolors Clavell Nadal     |                          |

## Élections au Parlement de Catalogne de 2006

### Résultats
Aux élections au Parlement de Catalogne de 2006, quatorze listes sont candidates dans la circonscription de Barcelone. Le taux de participation est de 55,94 %
| Rang  | Liste | Liste                                                                    | Voix       | %       | Sièges |
| ----- | ----- | ------------------------------------------------------------------------ | ---------- | ------- | ------ |
| 1     |       | Convergence et Union (CiU)                                               | +0664 723, | 29,89 % | 27     |
| 2     |       | Parti des socialistes de Catalogne (PSC)                                 | +0620 601, | 27,90 % | 25     |
| 3     |       | Esquerra Republicana de Catalunya (ERC)                                  | +0280 566, | 12,61 % | 11     |
| 4     |       | Parti populaire de Catalogne (PPC)                                       | +0248 165, | 11,16 % | 10     |
| 5     |       | Iniciativa per Catalunya Verds - Esquerra Unida i Alternativa (ICV-EUiA) | +0230 968, | 10,38 % | 9      |
| 6     |       | Ciutadans (C's)                                                          | +0078 525, | 3,53 %  | 3      |
| 7     |       | Els Verds - Ecologistes i Verds de Catalunya                             | +0017 900, | 0,80 %  | 0      |
| 8     |       | Parti anti-corrida contre la maltraitance des animaux (PACMA)            | +0011 085, | 0,50 %  | 0      |
| 9     |       | Escons Insubmisos (ca) (EI-ADD)                                          | +0005 662, | 0,25 %  | 0      |
| 10    |       | Partit Obrer Socialista Internacionalista (POSI)                         | +0004 039, | 0,18 %  | 0      |
| 11    |       | Partit Republicà Català (RC)                                             | +0004 003, | 0,18 %  | 0      |
| 12    |       | Partit Comunista del Poble de Catalunya (ca) (PCPC)                      | +0003 527, | 0,16 %  | 0      |
| 13    |       | Partit Humanista de Catalunya (ca)                                       | +0003 527, | 0,16 %  | 0      |
| 14    |       | Plataforma Adelante Catalunya (ca)                                       | +0002 131, | 0,10 %  | 0      |
| 15    |       | Partido Familia y Vida (ca) (PFyV)                                       | +0002 048, | 0,09 %  | 0      |
| 16    |       | Carmel/Partido Azul                                                      | +0001 039, | 0,05 %  | 0      |
| 17    |       | Movimiento Social Republicano                                            | +0 000776, | 0,03 %  | 0      |
| 14    |       | Catalunya Decideix                                                       | +0 000668, | 0,03 %  | 0      |
| Total | Total | Total                                                                    | 2 178 651  |         | 85     |

### Députés élus
Six listes sont représentées au Parlement de Catalogne.
| Liste | Liste                                                         | Rang                              | Nom                      |
| ----- | ------------------------------------------------------------- | --------------------------------- | ------------------------ |
|       | Convergence et Union                                          | 1                                 | Artur Mas i Gavarró      |
| 2     | Convergence et Union                                          | Núria de Gispert i Català         |                          |
| 3     | Convergence et Union                                          | Felip Puig i Godes                |                          |
| 4     | Convergence et Union                                          | Meritxell Borràs i Solé           |                          |
| 5     | Convergence et Union                                          | Ramon Espadaler i Parcerisas      |                          |
| 6     | Convergence et Union                                          | Lluís Corominas i Diaz            |                          |
| 7     | Convergence et Union                                          | Antoni Castellà i Clavé           |                          |
| 8     | Convergence et Union                                          | Irene Rigau i Oliver              |                          |
| 9     | Convergence et Union                                          | Antoni Fernández i Teixidó        |                          |
| 10    | Convergence et Union                                          | Maria Pilar Pifarré i Matas       |                          |
| 11    | Convergence et Union                                          | Ramon Camp i Batalla              |                          |
| 12    | Convergence et Union                                          | Marta Llorens i Garcia            |                          |
| 13    | Convergence et Union                                          | Oriol Pujol i Ferrusola           |                          |
| 14    | Convergence et Union                                          | Francesc Homs i Molist            |                          |
| 15    | Convergence et Union                                          | Ma. Glòria Renom i Vallbona       |                          |
| 16    | Convergence et Union                                          | Josep Rull i Andreu               |                          |
| 17    | Convergence et Union                                          | Joana Ortega i Alemany            |                          |
| 18    | Convergence et Union                                          | Josep Lluís Cleries i Gonzàlez    |                          |
| 19    | Convergence et Union                                          | Anna Figueras i Ibáñez            |                          |
| 20    | Convergence et Union                                          | Joan Recasens i Guinot            |                          |
| 21    | Convergence et Union                                          | Jordi Turull i Negre              |                          |
| 22    | Convergence et Union                                          | Assumpció Laïlla i Jou            |                          |
| 23    | Convergence et Union                                          | Joan Raventós i Pujadó            |                          |
| 24    | Convergence et Union                                          | Ma. Rosa Fortuny i Torroella      |                          |
| 25    | Convergence et Union                                          | Esteve Orriols i Sendra           |                          |
| 26    | Convergence et Union                                          | Joan Morell i Comas               |                          |
| 27    | Convergence et Union                                          | Benet Maimí i Pou                 |                          |
|       | Parti des socialistes de Catalogne                            | 1                                 | José Montilla Aguilera   |
| 2     | Parti des socialistes de Catalogne                            | Antoni Castells i Oliveres        |                          |
| 3     | Parti des socialistes de Catalogne                            | Manuela de Madre Ortega           |                          |
| 4     | Parti des socialistes de Catalogne                            | Montserrat Tura i Camafreita      |                          |
| 5     | Parti des socialistes de Catalogne                            | Miquel Iceta                      |                          |
| 6     | Parti des socialistes de Catalogne                            | Ernest Maragall Mira              |                          |
| 7     | Parti des socialistes de Catalogne                            | Carme Figueras Siñol              |                          |
| 8     | Parti des socialistes de Catalogne                            | Ferran Mascarell i Canalda        |                          |
| 9     | Parti des socialistes de Catalogne                            | Jordi Valls i Riera               |                          |
| 10    | Parti des socialistes de Catalogne                            | Lídia Santos i Arnau              |                          |
| 11    | Parti des socialistes de Catalogne                            | Joan Ferran Serafini              |                          |
| 12    | Parti des socialistes de Catalogne                            | Caterina Mieras i Barceló         |                          |
| 13    | Parti des socialistes de Catalogne                            | Jordi William Carnes i Ayats      |                          |
| 14    | Parti des socialistes de Catalogne                            | Higini Clotas Cierco              |                          |
| 15    | Parti des socialistes de Catalogne                            | Consol Prados Martínez            |                          |
| 16    | Parti des socialistes de Catalogne                            | Josep Maria Balcells Gené         |                          |
| 17    | Parti des socialistes de Catalogne                            | Rocío Martínez-Sampere Rodrigo    |                          |
| 18    | Parti des socialistes de Catalogne                            | Daniel Font i Cardona             |                          |
| 19    | Parti des socialistes de Catalogne                            | Josep Maria Rañé Blasco           |                          |
| 20    | Parti des socialistes de Catalogne                            | Montserrat Capdevila Tatché       |                          |
| 21    | Parti des socialistes de Catalogne                            | David Pérez Ibáñez                |                          |
| 22    | Parti des socialistes de Catalogne                            | Antoni Comín i Oliveres           |                          |
| 23    | Parti des socialistes de Catalogne                            | Judit Carreras Tort               |                          |
| 24    | Parti des socialistes de Catalogne                            | Roberto E. Labandera Ganachipi    |                          |
| 25    | Parti des socialistes de Catalogne                            | Palmira Arcarons i Oferil         |                          |
|       | Esquerra Republicana de Catalunya                             | 1                                 | Josep-Lluís Carod-Rovira |
| 2     | Esquerra Republicana de Catalunya                             | Joan Puigcercós i Boixassa        |                          |
| 3     | Esquerra Republicana de Catalunya                             | Anna Simó i Castelló              |                          |
| 4     | Esquerra Republicana de Catalunya                             | Josep Huguet i Biosca             |                          |
| 5     | Esquerra Republicana de Catalunya                             | Marina Llansana i Rosich          |                          |
| 6     | Esquerra Republicana de Catalunya                             | Joan Ridao i Martín               |                          |
| 7     | Esquerra Republicana de Catalunya                             | Xavier Vendrell i Segura          |                          |
| 8     | Esquerra Republicana de Catalunya                             | Maria Teresa Aragonès i Perales   |                          |
| 9     | Esquerra Republicana de Catalunya                             | Oriol Amorós i March              |                          |
| 10    | Esquerra Republicana de Catalunya                             | Maria Pilar Dellunde i Clavé      |                          |
| 11    | Esquerra Republicana de Catalunya                             | Uriel Bertran i Arrué             |                          |
|       | Parti populaire de Catalogne                                  | 1                                 | Josep Piqué i Camps      |
| 2     | Parti populaire de Catalogne                                  | Montserrat Nebrera González       |                          |
| 3     | Parti populaire de Catalogne                                  | Francesc Vendrell i Bayona        |                          |
| 4     | Parti populaire de Catalogne                                  | María Dolors Monsterrat i Culleré |                          |
| 5     | Parti populaire de Catalogne                                  | Belén Pajares Ribas               |                          |
| 6     | Parti populaire de Catalogne                                  | Daniel Sirera                     |                          |
| 7     | Parti populaire de Catalogne                                  | Carina Mejías Sánchez             |                          |
| 8     | Parti populaire de Catalogne                                  | Santiago Rodríquez Serra          |                          |
| 9     | Parti populaire de Catalogne                                  | Mª Angeles Olano García           |                          |
| 10    | Parti populaire de Catalogne                                  | Rafael López Rueda                |                          |
|       | Iniciativa per Catalunya Verds - Esquerra Unida i Alternativa | 1                                 | Joan Saura Laporta       |
| 2     | Iniciativa per Catalunya Verds - Esquerra Unida i Alternativa | Maria Dolors Camats Luis          |                          |
| 3     | Iniciativa per Catalunya Verds - Esquerra Unida i Alternativa | Jordi Miralles Conte              |                          |
| 4     | Iniciativa per Catalunya Verds - Esquerra Unida i Alternativa | Jaume Bosch Mestres               |                          |
| 5     | Iniciativa per Catalunya Verds - Esquerra Unida i Alternativa | Maria Dolors Clavell Nadal        |                          |
| 6     | Iniciativa per Catalunya Verds - Esquerra Unida i Alternativa | Laia Ortiz Castellví              |                          |
| 7     | Iniciativa per Catalunya Verds - Esquerra Unida i Alternativa | Salvador Milà Solsona             |                          |
| 8     | Iniciativa per Catalunya Verds - Esquerra Unida i Alternativa | Mercè Civit Illa                  |                          |
| 9     | Iniciativa per Catalunya Verds - Esquerra Unida i Alternativa | Laura Massana Mas                 |                          |
|       | Ciutadans                                                     | 1                                 | Albert Rivera Díaz       |
| 2     | Ciutadans                                                     | José Domingo Domingo              |                          |
| 3     | Ciutadans                                                     | Antonio Robles Almeida            |                          |

## Élections au Parlement de Catalogne de 2010

### Résultats
Aux élections au Parlement de Catalogne de 2010, quatorze listes sont candidates dans la circonscription de Barcelone. Le taux de participation est de 58,88 %.
| Rang  | Liste | Liste                                                                    | Voix       | %       | Sièges |
| ----- | ----- | ------------------------------------------------------------------------ | ---------- | ------- | ------ |
| 1     |       | Convergence et Union (CiU)                                               | +0862 010, | 36,80 % | 35     |
| 2     |       | Parti des socialistes de Catalogne (PSC)                                 | +0449 549, | 19,19 % | 18     |
| 3     |       | Parti populaire de Catalogne (PPC)                                       | +0301 440, | 12,87 % | 12     |
| 4     |       | Iniciativa per Catalunya Verds - Esquerra Unida i Alternativa (ICV-EUiA) | +0193 545, | 8,26 %  | 8      |
| 5     |       | Esquerra Republicana de Catalunya (ERC)                                  | +0148 973, | 6,36 %  | 6      |
| 6     |       | Ciutadans (C's)                                                          | +0089 990, | 3,84 %  | 3      |
| 7     |       | Solidaritat Catalana per la Independència (SI)                           | +0072 693, | 3,10 %  | 3      |
| 8     |       | Plataforma per Catalunya (PxC)                                           | +0057 381, | 2,45 %  | 0      |
| 7     |       | Reagrupament Independentista (RI)                                        | +0023 185, | 0,99 %  | 0      |
| 8     |       | Escons en Blanc (ca) (Eb)                                                | +0014 185, | 0,61 %  | 0      |
| 9     |       | Els Verds - Grup Verd Europeu (es)                                       | +0012 087, | 0,52 %  | 0      |
| 10    |       | Parti anti-corrida contre la maltraitance des animaux (PACMA)            | +0011 593, | 0,49 %  | 0      |
| 11    |       | Des de Baix (ca)                                                         | +0005 613, | 0,24 %  | 0      |
| 12    |       | Union, progrès et démocratie (UPyD)                                      | +0004 634, | 0,20 %  | 0      |
| 13    |       | Coordinadora Reusenca Independent (ca) (CORI)                            | +0004 425, | 0,19 %  | 0      |
| 14    |       | Partido de los Pensionistas en Acción                                    | +0002 508, | 0,11 %  | 0      |
| 15    |       | Partit Comunista del Poble de Catalunya (ca) (PCPC)                      | +0002 262, | 0,10 %  | 0      |
| 16    |       | Alternativa de Govern                                                    | +0002 208, | 0,09 %  | 0      |
| 17    |       | Por un Mundo Más Justo                                                   | +0001 774, | 0,08 %  | 0      |
| 18    |       | Partido Familia y Vida (ca) (PFyV)                                       | +0001 624, | 0,07 %  | 0      |
| 19    |       | Partit Obrer Socialista Internacionalista (POSI)                         | +0001 399, | 0,06 %  | 0      |
| 20    |       | Falange Española de las JONS (FEJONS)                                    | +0001 250, | 0,05 %  | 0      |
| 21    |       | Partit Republicà d'Esquerra (ca) (PRE)                                   | +0001 101, | 0,05 %  | 0      |
| 22    |       | Partido Castellano                                                       | +0001 066, | 0,05 %  | 0      |
| 23    |       | Partit Humanista de Catalunya (ca)                                       | +0 000856, | 0,04 %  | 0      |
| 24    |       | Unification communiste d'Espagne (UCE)                                   | +0 000726, | 0,03 %  | 0      |
| 25    |       | Gent Nostra                                                              | +0 000597, | 0,03 %  | 0      |
| 26    |       | Movimiento Social Republicano                                            | +000490,   | 0,02 %  | 0      |
| Total | Total | Total                                                                    | 2 274 165  |         | 85     |

### Députés élus
Sept listes sont représentées au Parlement de Catalogne.
| Liste | Liste                                                         | Rang                                | Nom                          |
| ----- | ------------------------------------------------------------- | ----------------------------------- | ---------------------------- |
|       | Convergence et Union                                          | 1                                   | Artur Mas i Gavarró          |
| 2     | Convergence et Union                                          | Joana Ortega i Alemany              |                              |
| 3     | Convergence et Union                                          | Felip Puig i Godes                  |                              |
| 4     | Convergence et Union                                          | Meritxell Borràs i Solé             |                              |
| 5     | Convergence et Union                                          | Ramon Espadaler i Parcerisas        |                              |
| 6     | Convergence et Union                                          | Oriol Pujol i Ferrusola             |                              |
| 7     | Convergence et Union                                          | Antoni Castellà i Clavé             |                              |
| 8     | Convergence et Union                                          | Lluís Recoder i Miralles            |                              |
| 9     | Convergence et Union                                          | Irene Rigau i Oliver                |                              |
| 10    | Convergence et Union                                          | Neus Munté i Fernàndez              |                              |
| 11    | Convergence et Union                                          | Lluís Corominas i Díaz              |                              |
| 12    | Convergence et Union                                          | Núria de Gispert i Català           |                              |
| 13    | Convergence et Union                                          | Francesc Homs i Molist              |                              |
| 14    | Convergence et Union                                          | Antoni Fernández i Teixidó          |                              |
| 15    | Convergence et Union                                          | Cristina Iniesta i Blasco           |                              |
| 16    | Convergence et Union                                          | Josep Rull i Andreu                 |                              |
| 17    | Convergence et Union                                          | Josep Maria Vila d'Abadal i Serra   |                              |
| 18    | Convergence et Union                                          | Josep Lluís Cleries i Gonzàlez      |                              |
| 19    | Convergence et Union                                          | Maria Glòria Renom i Vallbona       |                              |
| 20    | Convergence et Union                                          | Marta Llorens i Garcia              |                              |
| 21    | Convergence et Union                                          | Jordi Turull i Negre                |                              |
| 22    | Convergence et Union                                          | Joan Recasens i Guinot              |                              |
| 23    | Convergence et Union                                          | David Bonvehí i Torras              |                              |
| 24    | Convergence et Union                                          | Anna Figueras i Ibáñez              |                              |
| 25    | Convergence et Union                                          | Montserrat Ribera i Puig            |                              |
| 26    | Convergence et Union                                          | Joan Morell i Comas                 |                              |
| 27    | Convergence et Union                                          | Assumpció Laïlla i Jou              |                              |
| 28    | Convergence et Union                                          | Jordi Cuminal i Roquet              |                              |
| 29    | Convergence et Union                                          | Pere Regull i Riba                  |                              |
| 30    | Convergence et Union                                          | M.Mercè Jou i Torras                |                              |
| 31    | Convergence et Union                                          | Gerard M. Figueras i Albà           |                              |
| 32    | Convergence et Union                                          | Dolors Gordi i Julià                |                              |
| 33    | Convergence et Union                                          | Francesc Bragulat i Bosom           |                              |
| 34    | Convergence et Union                                          | Maria Senserrich i Guitart          |                              |
| 35    | Convergence et Union                                          | Roger Montañola i Busquets          |                              |
|       | Parti des socialistes de Catalogne                            | 1                                   | Montserrat Tura Camafreita   |
| 2     | Parti des socialistes de Catalogne                            | Celestino Corbacho i Chaves         |                              |
| 3     | Parti des socialistes de Catalogne                            | Laia Bonet Rull                     |                              |
| 4     | Parti des socialistes de Catalogne                            | Miquel Iceta                        |                              |
| 5     | Parti des socialistes de Catalogne                            | Manuela de Madre Ortega             |                              |
| 6     | Parti des socialistes de Catalogne                            | Ernest Maragall Mira                |                              |
| 7     | Parti des socialistes de Catalogne                            | Rocio Martínez-Sampere Rodrigo      |                              |
| 8     | Parti des socialistes de Catalogne                            | Jaume Collboni Cuadrado             |                              |
| 9     | Parti des socialistes de Catalogne                            | Eva Granados                        |                              |
| 10    | Parti des socialistes de Catalogne                            | Joan Ferran Serafini                |                              |
| 11    | Parti des socialistes de Catalogne                            | Higini Clotas Cierco                |                              |
| 12    | Parti des socialistes de Catalogne                            | Consol Prados Martínez              |                              |
| 13    | Parti des socialistes de Catalogne                            | Daniel Font i Cardona               |                              |
| 14    | Parti des socialistes de Catalogne                            | Montserat Capdevila Tatché          |                              |
| 15    | Parti des socialistes de Catalogne                            | Jordi Terrades Santacreu            |                              |
| 16    | Parti des socialistes de Catalogne                            | Caterina Mieras i Barceló           |                              |
| 17    | Parti des socialistes de Catalogne                            | Roberto Edgardo Labandera Ganachipi |                              |
| 18    | Parti des socialistes de Catalogne                            | Judith Carreras Tort                |                              |
|       | Parti populaire de Catalogne                                  | 1                                   | Alicia Sánchez-Camacho Pérez |
| 2     | Parti populaire de Catalogne                                  | Jordi Cornet i Serra                |                              |
| 3     | Parti populaire de Catalogne                                  | Maria de los Llanos de Luna Tobarra |                              |
| 4     | Parti populaire de Catalogne                                  | Pere Calbó i Roca                   |                              |
| 5     | Parti populaire de Catalogne                                  | María José García Cuevas            |                              |
| 6     | Parti populaire de Catalogne                                  | Mª Dolors Montserrat i Culleré      |                              |
| 7     | Parti populaire de Catalogne                                  | Josep Llobet Navarro                |                              |
| 8     | Parti populaire de Catalogne                                  | Eva García Rodríguez                |                              |
| 9     | Parti populaire de Catalogne                                  | José Antonio Coto Roquet            |                              |
| 10    | Parti populaire de Catalogne                                  | Pedro Chumillas Zurilla             |                              |
| 11    | Parti populaire de Catalogne                                  | Rafael López Rueda                  |                              |
| 12    | Parti populaire de Catalogne                                  | Santiago Rodríguez Serra            |                              |
|       | Iniciativa per Catalunya Verds - Esquerra Unida i Alternativa | 1                                   | Joan Herrera Torres          |
| 2     | Iniciativa per Catalunya Verds - Esquerra Unida i Alternativa | Dolors Camats Luis                  |                              |
| 3     | Iniciativa per Catalunya Verds - Esquerra Unida i Alternativa | Jordi Miralles Conte                |                              |
| 4     | Iniciativa per Catalunya Verds - Esquerra Unida i Alternativa | Jaume Bosch Mestres                 |                              |
| 5     | Iniciativa per Catalunya Verds - Esquerra Unida i Alternativa | Laia Ortiz Castellví                |                              |
| 6     | Iniciativa per Catalunya Verds - Esquerra Unida i Alternativa | Laura Massana Mas                   |                              |
| 7     | Iniciativa per Catalunya Verds - Esquerra Unida i Alternativa | Salvador Milà Solsona               |                              |
| 8     | Iniciativa per Catalunya Verds - Esquerra Unida i Alternativa | Mercè Civit Illa                    |                              |
|       | Esquerra Republicana de Catalunya                             | 1                                   | Joan Puigcercós i Boixassa   |
| 2     | Esquerra Republicana de Catalunya                             | Anna Simó i Castelló                |                              |
| 3     | Esquerra Republicana de Catalunya                             | Laura Vilagrà i Pons                |                              |
| 4     | Esquerra Republicana de Catalunya                             | Oriol Amorós i March                |                              |
| 5     | Esquerra Republicana de Catalunya                             | Marc Sanglas i Alcantarilla         |                              |
| 6     | Esquerra Republicana de Catalunya                             | Pere Aragonès i Garcia              |                              |
|       | Ciutadans                                                     | 1                                   | Albert Rivera Díaz           |
| 2     | Ciutadans                                                     | Mª del Carmen de Rivera Pla         |                              |
| 3     | Ciutadans                                                     | Jordi Cañas Pérez                   |                              |
|       | Solidaritat Catalana per la Independència                     | 1                                   | Joan Laporta i Estruch       |
| 2     | Solidaritat Catalana per la Independència                     | Alfons López i Tena                 |                              |
| 3     | Solidaritat Catalana per la Independència                     | Uriel Bertran i Arrué               |                              |

## Élections au Parlement de Catalogne de 2012

### Résultats
Aux élections au Parlement de Catalogne de 2012, quinze listes sont candidates dans la circonscription de Barcelone. Le taux de participation est de 68,00 %.
| Rang  | Liste | Liste                                                                    | Voix       | %       | Sièges |
| ----- | ----- | ------------------------------------------------------------------------ | ---------- | ------- | ------ |
| 1     |       | Convergence et Union (CiU)                                               | +0765 330, | 28,08 % | 26     |
| 2     |       | Parti des socialistes de Catalogne (PSC)                                 | +0419 779, | 15,40 % | 14     |
| 3     |       | Parti populaire de Catalogne (PPC)                                       | +0361 656, | 13,27 % | 12     |
| 4     |       | Esquerra Republicana de Catalunya (ERC)                                  | +0346 662, | 12,72 % | 12     |
| 5     |       | Iniciativa per Catalunya Verds - Esquerra Unida i Alternativa (ICV-EUiA) | +0303 625, | 11,14 % | 10     |
| 6     |       | Ciutadans (C's)                                                          | +0229 746, | 8,43 %  | 8      |
| 7     |       | Candidature d'unité populaire (CUP)                                      | +0092 794, | 3,41 %  | 3      |
| 8     |       | Plataforma per Catalunya (PxC)                                           | +0051 403, | 1,89 %  | 0      |
| 9     |       | Solidaritat Catalana per la Independència (SI)                           | +0032 296, | 1,19 %  | 0      |
| 10    |       | Escons en Blanc (ca) (Eb)                                                | +0022 817, | 0,84 %  | 0      |
| 11    |       | Parti animaliste contre la maltraitance des animaux (PACMA)              | +0016 479, | 0,60 %  | 0      |
| 12    |       | Pirates de Catalunya (ca) (PIRATA.CAT)                                   | +0015 241, | 0,56 %  | 0      |
| 13    |       | Union, progrès et démocratie (UPyD)                                      | +0012 147, | 0,45 %  | 0      |
| 14    |       | Via Democrática                                                          | +0005 984, | 0,22 %  | 0      |
| 15    |       | Unification communiste d'Espagne (UCE)                                   | +0001 998, | 0,07 %  | 0      |
| Total | Total | Total                                                                    | 2 687 142  |         | 85     |

### Députés élus
Sept listes sont représentées au Parlement de Catalogne.
| Liste | Liste                                                         | Rang                              | Nom                          |
| ----- | ------------------------------------------------------------- | --------------------------------- | ---------------------------- |
|       | Convergence et Union                                          | 1                                 | Artur Mas i Gavarró          |
| 2     | Convergence et Union                                          | Joana Ortega i Alemany            |                              |
| 3     | Convergence et Union                                          | Oriol Pujol i Ferrusola           |                              |
| 4     | Convergence et Union                                          | Felip Puig i Godes                |                              |
| 5     | Convergence et Union                                          | Núria de Gispert i Català         |                              |
| 6     | Convergence et Union                                          | Meritxell Borràs i Solé           |                              |
| 7     | Convergence et Union                                          | Ramon Espadaler i Parcerisas      |                              |
| 8     | Convergence et Union                                          | Lluís Miquel Recoder i Miralles   |                              |
| 9     | Convergence et Union                                          | Irene Rigau i Oliver              |                              |
| 10    | Convergence et Union                                          | Jordi Turull i Negre              |                              |
| 11    | Convergence et Union                                          | M. Neus Munté i Fernàndez         |                              |
| 12    | Convergence et Union                                          | Marta Llorens i Garcia            |                              |
| 13    | Convergence et Union                                          | Lluís Corominas i Díaz            |                              |
| 14    | Convergence et Union                                          | Josep Lluís Cleries i Gonzàlez    |                              |
| 15    | Convergence et Union                                          | Josep Rull i Andreu               |                              |
| 16    | Convergence et Union                                          | Germà Gordó i Aubarell            |                              |
| 17    | Convergence et Union                                          | M. Mercè Jou i Torras             |                              |
| 18    | Convergence et Union                                          | Antoni Fernández i Teixidó        |                              |
| 19    | Convergence et Union                                          | Anna Figueras i Ibáñez            |                              |
| 20    | Convergence et Union                                          | Antoni Castellà i Clavé           |                              |
| 21    | Convergence et Union                                          | Ferran Falcó i Isern              |                              |
| 22    | Convergence et Union                                          | Antoni Font i Renom               |                              |
| 23    | Convergence et Union                                          | David Bonvehí i Torras            |                              |
| 24    | Convergence et Union                                          | Montserrat Ribera i Puig          |                              |
| 25    | Convergence et Union                                          | M. Glòria Renom i Vallbona        |                              |
| 26    | Convergence et Union                                          | Pere Regull i Riba                |                              |
|       | Parti des socialistes de Catalogne                            | 1                                 | Pere Navarro i Morera        |
| 2     | Parti des socialistes de Catalogne                            | Maurici Lucena Betriu             |                              |
| 3     | Parti des socialistes de Catalogne                            | Núria Parlón Gil                  |                              |
| 4     | Parti des socialistes de Catalogne                            | Joan Ignasi Elena i García        |                              |
| 5     | Parti des socialistes de Catalogne                            | Rocío Martínez-Sampere Rodrigo    |                              |
| 6     | Parti des socialistes de Catalogne                            | Daniel Fernández González         |                              |
| 7     | Parti des socialistes de Catalogne                            | Eva Granados                      |                              |
| 8     | Parti des socialistes de Catalogne                            | Jaume Collboni Cuadrado           |                              |
| 9     | Parti des socialistes de Catalogne                            | Montserrat Capdevila Tatché       |                              |
| 10    | Parti des socialistes de Catalogne                            | Celestino Corbacho i Chaves       |                              |
| 11    | Parti des socialistes de Catalogne                            | Miquel Iceta                      |                              |
| 12    | Parti des socialistes de Catalogne                            | Jordi Terrades Santacreu          |                              |
| 13    | Parti des socialistes de Catalogne                            | Ferran Pedret i Santos            |                              |
| 14    | Parti des socialistes de Catalogne                            | Alícia Romero Llano               |                              |
|       | Esquerra Republicana de Catalunya                             | 1                                 | Oriol Junqueras i Vies       |
| 2     | Esquerra Republicana de Catalunya                             | Marta Rovira i Vergés             |                              |
| 3     | Esquerra Republicana de Catalunya                             | Anna Simó i Castelló              |                              |
| 4     | Esquerra Republicana de Catalunya                             | Gemma Calvet i Barot              |                              |
| 5     | Esquerra Republicana de Catalunya                             | Oriol Amorós i March              |                              |
| 6     | Esquerra Republicana de Catalunya                             | Marc Sanglas i Alcantarilla       |                              |
| 7     | Esquerra Republicana de Catalunya                             | Eva Piquer i Vinent               |                              |
| 8     | Esquerra Republicana de Catalunya                             | Pere Aragonès i Garcia            |                              |
| 9     | Esquerra Republicana de Catalunya                             | Jordi Solé i Ferrando             |                              |
| 10    | Esquerra Republicana de Catalunya                             | Alba Vergés i Bosch               |                              |
| 11    | Esquerra Republicana de Catalunya                             | Dionís Guiteras i Rubio           |                              |
| 12    | Esquerra Republicana de Catalunya                             | Marta Vilalta i Torres            |                              |
|       | Parti populaire de Catalogne                                  | 1                                 | Alicia Sánchez-Camacho Pérez |
| 2     | Parti populaire de Catalogne                                  | Manuel Reyes López                |                              |
| 3     | Parti populaire de Catalogne                                  | Pere Calbó i Roca                 |                              |
| 4     | Parti populaire de Catalogne                                  | María José García Cuevas          |                              |
| 5     | Parti populaire de Catalogne                                  | Santiago Rodríguez i Serra        |                              |
| 6     | Parti populaire de Catalogne                                  | Eva García Rodríguez              |                              |
| 7     | Parti populaire de Catalogne                                  | Mª Dolors Montserrat i Culleré    |                              |
| 8     | Parti populaire de Catalogne                                  | José Antonio Coto Roquet          |                              |
| 9     | Parti populaire de Catalogne                                  | Juan Bautista Milián Querol       |                              |
| 10    | Parti populaire de Catalogne                                  | Pedro Chumillas Zurilla           |                              |
| 11    | Parti populaire de Catalogne                                  | Rafael López Rueda                |                              |
| 12    | Parti populaire de Catalogne                                  | Fernando Sánchez Costa            |                              |
|       | Iniciativa per Catalunya Verds - Esquerra Unida i Alternativa | 1                                 | Joan Herrera Torres          |
| 2     | Iniciativa per Catalunya Verds - Esquerra Unida i Alternativa | Dolors Camats Luis                |                              |
| 3     | Iniciativa per Catalunya Verds - Esquerra Unida i Alternativa | Juan Miguel Mena Arca             |                              |
| 4     | Iniciativa per Catalunya Verds - Esquerra Unida i Alternativa | Jaume Bosch Mestres               |                              |
| 5     | Iniciativa per Catalunya Verds - Esquerra Unida i Alternativa | Marta Ribas Frias                 |                              |
| 6     | Iniciativa per Catalunya Verds - Esquerra Unida i Alternativa | Laura Massana Mas                 |                              |
| 7     | Iniciativa per Catalunya Verds - Esquerra Unida i Alternativa | Salvador Milà Solsona             |                              |
| 8     | Iniciativa per Catalunya Verds - Esquerra Unida i Alternativa | Lorena Vicioso Adrià              |                              |
| 9     | Iniciativa per Catalunya Verds - Esquerra Unida i Alternativa | David Compañon Costa              |                              |
| 10    | Iniciativa per Catalunya Verds - Esquerra Unida i Alternativa | Josep Vendrell Gardeñes           |                              |
|       | Ciutadans                                                     | 1                                 | Albert Rivera Díaz           |
| 2     | Ciutadans                                                     | Jordi Cañas Pérez                 |                              |
| 3     | Ciutadans                                                     | Carina Mejías Sánchez             |                              |
| 4     | Ciutadans                                                     | Inés Arrimadas García             |                              |
| 5     | Ciutadans                                                     | José Manuel Villegas Pérez        |                              |
| 6     | Ciutadans                                                     | Carmen de Rivera Pla              |                              |
| 7     | Ciutadans                                                     | Carlos Carrizosa Torres           |                              |
| 8     | Ciutadans                                                     | José María Espejo-Saavedra Conesa |                              |
|       | Candidature d'unité populaire                                 | 1                                 | David Fernàndez i Ramos      |
| 2     | Candidature d'unité populaire                                 | Georgina Rieradevall i Tarrés     |                              |
| 3     | Candidature d'unité populaire                                 | Joaquim Arrufat i Ibáñez          |                              |

## Élections au Parlement de Catalogne de 2015

### Résultats
Aux élections au Parlement de Catalogne de 2015, neuf listes sont candidates dans la circonscription de Barcelone. Le taux de participation est de 75,03 %.
| Rang  | Liste | Liste                                                       | Voix        | %       | Sièges |
| ----- | ----- | ----------------------------------------------------------- | ----------- | ------- | ------ |
| 1     |       | Junts pel Sí (JxSí)                                         | +1 112 922, | 36,09 % | 32     |
| 2     |       | Ciutadans (C's)                                             | +0581 032,  | 18,74 % | 17     |
| 3     |       | Parti des socialistes de Catalogne (PSC)                    | +0421 487,  | 13,67 % | 12     |
| 4     |       | Catalunya Sí que es Pot (CSQP)                              | +0312 527,  | 10,13 % | 9      |
| 5     |       | Parti populaire de Catalogne (PPC)                          | +0272 804,  | 8,85 %  | 8      |
| 6     |       | Candidature d'unité populaire (CUP)                         | +0255 328,  | 8,28 %  | 7      |
| 7     |       | Union démocratique de Catalogne (CUP)                       | +0075 700,  | 2,45 %  | 0      |
| 8     |       | Parti animaliste contre la maltraitance des animaux (PACMA) | +0024 426,  | 0,79 %  | 0      |
| 9     |       | Recortes Cero - Els Verds                                   | +0012 329,  | 0,40 %  | 0      |
| Total | Total | Total                                                       | 3 068 555   |         | 85     |

### Députés élus
Six listes sont représentées au Parlement de Catalogne.
| Liste | Liste                              | Rang                              | Nom                        |
| ----- | ---------------------------------- | --------------------------------- | -------------------------- |
|       | Junts pel Sí                       | 1                                 | Raül Romeva i Rueda        |
| 2     | Junts pel Sí                       | Carme Forcadell i Lluís           |                            |
| 3     | Junts pel Sí                       | Muriel Casals i Couturier         |                            |
| 4     | Junts pel Sí                       | Artur Mas i Gavarró               |                            |
| 5     | Junts pel Sí                       | Oriol Junqueras i Vies            |                            |
| 6     | Junts pel Sí                       | Eduardo Reyes Pino                |                            |
| 7     | Junts pel Sí                       | Oriol Amat i Salas                |                            |
| 8     | Junts pel Sí                       | Neus Munté i Fernàndez            |                            |
| 9     | Junts pel Sí                       | Marta Rovira i Verges             |                            |
| 10    | Junts pel Sí                       | Jordi Turull i Negre              |                            |
| 11    | Junts pel Sí                       | Antoni Comín i Oliveres           |                            |
| 12    | Junts pel Sí                       | Josep Rull i Andreu               |                            |
| 13    | Junts pel Sí                       | Anna Simó i Castelló              |                            |
| 14    | Junts pel Sí                       | Neus Lloveras i Massana           |                            |
| 15    | Junts pel Sí                       | Chakir El Homrani i Lesfar        |                            |
| 16    | Junts pel Sí                       | Marta Pascal i Capdevila          |                            |
| 17    | Junts pel Sí                       | Lluís Corominas i Díaz            |                            |
| 18    | Junts pel Sí                       | Oriol Amorós i March              |                            |
| 19    | Junts pel Sí                       | Irene Rigau i Oliver              |                            |
| 20    | Junts pel Sí                       | Germà Gordó i Aubarell            |                            |
| 21    | Junts pel Sí                       | Pere Aragonès i García            |                            |
| 22    | Junts pel Sí                       | Antoni Castellà i Clavé           |                            |
| 23    | Junts pel Sí                       | Alba Vergés i Bosch               |                            |
| 24    | Junts pel Sí                       | Anna Figueras i Ibáñez            |                            |
| 25    | Junts pel Sí                       | David Bonvehí i Torras            |                            |
| 26    | Junts pel Sí                       | Marc Sanglas i Alcantarilla       |                            |
| 27    | Junts pel Sí                       | Montserrat Candini i Puig         |                            |
| 28    | Junts pel Sí                       | Magdalena Casamitjana i Aguilà    |                            |
| 29    | Junts pel Sí                       | Maria Senserrich i Guitart        |                            |
| 30    | Junts pel Sí                       | Joan Ramon Casals i Mata          |                            |
| 31    | Junts pel Sí                       | Gerard Gómez del Moral i Fuster   |                            |
| 32    | Junts pel Sí                       | Jordi Cuminal i Roquet            |                            |
|       | Ciutadans                          | 1                                 | Inés Arrimadas García      |
| 2     | Ciutadans                          | Carlos Carrizosa Torres           |                            |
| 3     | Ciutadans                          | Jose Maria Espejo-Saavedra Conesa |                            |
| 4     | Ciutadans                          | Fernando Tomás de Páramo Gómez    |                            |
| 5     | Ciutadans                          | Sonia Sierra Infante              |                            |
| 6     | Ciutadans                          | Antonio Espinosa Cerrato          |                            |
| 7     | Ciutadans                          | Francisco Javier Hervías Chirosa  |                            |
| 8     | Ciutadans                          | Susana Beltrán García             |                            |
| 9     | Ciutadans                          | David Mejia Ayra                  |                            |
| 10    | Ciutadans                          | Marina Bravo Sobrino              |                            |
| 11    | Ciutadans                          | Joan Garcia González              |                            |
| 12    | Ciutadans                          | Jesús Galiano Gutierrez           |                            |
| 13    | Ciutadans                          | Noemí de la Calle Sifré           |                            |
| 14    | Ciutadans                          | Sergio Sanz Jiménez               |                            |
| 15    | Ciutadans                          | Carmen de Rivera Pla              |                            |
| 16    | Ciutadans                          | Laura Vilchez Sánchez             |                            |
| 17    | Ciutadans                          | Elisabeth Valencia Mimbrero       |                            |
|       | Parti des socialistes de Catalogne | 1                                 | Miquel Iceta               |
| 2     | Parti des socialistes de Catalogne | Eva Granados                      |                            |
| 3     | Parti des socialistes de Catalogne | Ferran Pedret Santos              |                            |
| 4     | Parti des socialistes de Catalogne | Alicia Romero Llano               |                            |
| 5     | Parti des socialistes de Catalogne | Jordi Terrades Santacreu          |                            |
| 6     | Parti des socialistes de Catalogne | Assumpta Escarp Gibert            |                            |
| 7     | Parti des socialistes de Catalogne | David Pérez Ibáñez                |                            |
| 8     | Parti des socialistes de Catalogne | Esther Niubó Cidoncha             |                            |
| 9     | Parti des socialistes de Catalogne | Pol Gibert Horcas                 |                            |
| 10    | Parti des socialistes de Catalogne | Marta Moreta Rovira               |                            |
| 11    | Parti des socialistes de Catalogne | Raúl Moreno Montaña               |                            |
| 12    | Parti des socialistes de Catalogne | Eva M. Martinez Morales           |                            |
|       | Catalunya Sí que es Pot            | 1                                 | Josep Lluís Franco Rabell  |
| 2     | Catalunya Sí que es Pot            | Gemma Lienas Massot               |                            |
| 3     | Catalunya Sí que es Pot            | Joan Coscubiela Conesa            |                            |
| 4     | Catalunya Sí que es Pot            | M. Ángeles Martínez Castells      |                            |
| 5     | Catalunya Sí que es Pot            | Albano Dante Fachin               |                            |
| 6     | Catalunya Sí que es Pot            | Joan Josep Nuet Pujals            |                            |
| 7     | Catalunya Sí que es Pot            | Jèssica Albiach Satorres          |                            |
| 8     | Catalunya Sí que es Pot            | Joan Giner Miguelez               |                            |
| 9     | Catalunya Sí que es Pot            | Marta Ribas Frias                 |                            |
|       | Parti populaire de Catalogne       | 1                                 | Xavier García Albiol       |
| 2     | Parti populaire de Catalogne       | Andrea Levy Soler                 |                            |
| 3     | Parti populaire de Catalogne       | Antonio Gallego Burgos            |                            |
| 4     | Parti populaire de Catalogne       | Esperanza García González         |                            |
| 5     | Parti populaire de Catalogne       | Santiago Rodríguez Serra          |                            |
| 6     | Parti populaire de Catalogne       | Alberto Villagrasa Gil            |                            |
| 7     | Parti populaire de Catalogne       | María José García Cuevas          |                            |
| 8     | Parti populaire de Catalogne       | Juan Bautista Milián Querol       |                            |
|       | Candidature d'unité populaire      | 1                                 | Antonio Baños i Boncompain |
| 2     | Candidature d'unité populaire      | Anna Gabriel i Sabaté             |                            |
| 3     | Candidature d'unité populaire      | Josep Manel Busqueta i Franco     |                            |
| 4     | Candidature d'unité populaire      | Gabriela Serra i Frediani         |                            |
| 5     | Candidature d'unité populaire      | Albert Botran i Pahissa           |                            |
| 6     | Candidature d'unité populaire      | Eulàlia Reguant i Cura            |                            |
| 7     | Candidature d'unité populaire      | Julià de Jòdar i Muñoz            |                            |

## Élections au Parlement de Catalogne de 2017

### Députés élus
| Parti | Parti | Députés élus |
| ----- | ----- | --- |
| Cs    |       | Inés Arrimadas, Carlos Carrizosa Torres, José María Espejo-Saavedra Conesa, Fernando Tomás de Páramo Gómez, Sonia Sierra Infante, Ignacio Martín Blanco, Joan García González, Marina Bravo Sobrino, David Mejía Ayra, Noemí de la Calle Sifré, Antonio Espinosa Cerrato, Susana Beltrán García, Laura Vílchez Sánchez, María Luz Guilarte Sánchez, Martín Eusebio Barra López, Blanca Victoria Navarro Pacheco, José María Cano Navarro, Sergio Sanz Jiménez, Carmen de Rivera Pla, Elisabeth Valencia Mimbrero, María Francisca Valle Fuentes, Munia Fernández-Jordán Celorio, Dimas Gragera Velaz, Manuel Rodríguez de l'Hotellerie de Fallois |
| ERC   |       | Oriol Junqueras, Marta Rovira, Raül Romeva, Carme Forcadell, Carles Mundó, Alba Vergés i Bosch, Toni Comín, Jenn Díaz i Ruiz, Rubén Wagensberg i Ramon, Najat Driouech Ben Moussa, Josep Maria Jové i Lladó, Eva Baró i Ramos, Ernest Maragall, Rut Ribas i Martí, Antoni Castellà i Clavé, Adriana Delgado i Herreros, Jordi Albert i Caballero, Mònica Palacín i París |
| JxC   |       | Carles Puigdemont, Jordi Sànchez, Clara Ponsatí, Jordi Turull, Laura Borràs, Josep Rull, Joaquim Forn, Eduard Pujol i Bonell, Aurora Madaula i Giménez, Elsa Artadi, Quim Torra, Lluís Font i Espinós, Josep Riera i Font, Anna Tarrés i Campà, Isabel Ferrer i Álvarez, Francesc de Dalmases i Thió |
| PSC   |       | Miquel Iceta, Eva Granados, Ramón Espadaler i Parcerisas, Beatriz Silva Gallardo, Ferran Pedret i Santos, Alícia Romero Llano, Jordi Terrades Santacreu, Assumpta Escarp Gibert, David Pérez Ibáñez, Esther Niubó Cidoncha, Pol Gibert Horcas, Marta Moreta i Rovira, Raúl Moreno Montaña |
| CeC   |       | Xavier Domènech, Elisenda Alamany Gutiérrez, Jèssica Albiach Satorres, Marta Ribas Frías, Joan Josep Nuet Pujals, Susana Segovia Sánchez, David Cid Colomer |
| CUP   |       | Carles Riera, Maria Sirvent Escrig, Vidal Aragonés Chicharro |
| PPC   |       | Xavier García Albiol, Andrea Levy Soler, Santiago Rodríguez i Serra |

- Carles Mundó (ERC) ne siège pas et est remplacé par Gerard Gómez del Moral i Fuster dès l'ouverture de la législature.
  - Gerard Gómez del Moral (ERC) est remplacé en mai 2019 par Jorge Rodríguez Fernández.
- Clara Ponsatí (JxC) est remplacée en janvier 2018 par Saloua Laouaji Faridi.
- Joaquim Forn (JxC) est remplacé en janvier 2018 par Antoni Morral i Berenguer.
- Carme Forcadell (ERC) est remplacée en mars 2018 par Chakir el Homrani Lesfar.
- Marta Rovira (ERC) est remplacée en mars 2018 par Assumpció Laïlla i Jou.
- Chakir el Homrani (ERC) est remplacé en juin 2018 par Marc Sanglas i Alcantarrilla.
- Alba Vergés (ERC) est remplacée en juin 2018 par Lluïsa Llop i Fernàndez.
- Isabel Ferrer (JxC) est remplacée en juin 2018 par Anna Erra i Solà.
- Xavier Domènech (CeC) est remplacé en septembre 2018 par Lucas Silvano Ferro Solé.
- Fernando de Páramo (Cs) est remplacé en septembre 2018 par Martí Pachamé Barrera.
- Xavier García Albiol (PPC) est remplacé en février 2019 par Esperanza García González.
  - Esperanza García (PPC) est remplacée en octobre 2020 par Manuel Reyes López.
- Elisenda Alamany (CeC) est remplacée en avril 2019 par Concepción Abellán Carretero.
- Joan Nuet (CeC) est remplacé en avril 2019 par Marc Parés Franzi.
- Oriol Junqueras (ERC) est remplacé en mai 2019 par Núria Picas Albets.
- Inés Arrimadas (Cs) est remplacée en mai 2019 par Jorge Feijóo Suñol.
- José María Espejo-Saavedra (Cs) est remplacé en mai 2019 par Mercè Escofet Sala.
- Andrea Levy (PPC) est remplacée en mai 2019 par Daniel Serrano Coronado.
- Jordi Sànchez (JxC) est remplacé en mai 2019 par Miquel Buch i Moya.
- Laura Borràs (JxC) est remplacée en mai 2019 par Glòria Freixa i Vilardell.
- Jordi Turull (JxC) est remplacé en mai 2019 par Elena Fort i Cisneros.
- Josep Rull (JxC) est remplacé en mai 2019 par Josep Puig i Boix.
- Eva Baró (ERC) est remplacée en juillet 2019 par Aurora Carbonell i Abella.
- Luz Guilarte (Cs) est remplacée en juillet 2019 par Manuel Losada Seivane.
- Raül Romeva (ERC) est remplacé en novembre 2019 par Eduardo Reyes i Pino.
- Carles Puigdemont (JxC) est remplacé en février 2020 par Ferran Mascarell i Canalda.
- Eduard Pujol (JxC) est remplacé en novembre 2020 par Santiago Vilanova i Tané.
- Quim Torra (JxC) est remplacé en novembre 2020 par Maria Senserrich i Guitart.

## Élections au Parlement de Catalogne de 2021

### Députés élus
| Parti | Parti | Députés élus |
| ----- | ----- | --- |
| PSC   |       | Salvador Illa, Eva Granados, Ramon Espadaler i Parcerisas, Gemma Lienas Massot, Ferran Pedret i Santos, Alícia Romero Llano, David Pérez Ibáñez, Assumpta Escarp Gibert, Pol Gibert Horcas, Esther Niubó Cidoncha, Raúl Moreno Montaña, Beatriz Silva Gallardo, Jordi Terrades i Santacreu, Marta Moreta i Rovira, Juan Luis Ruiz López, Rocio García Pérez, Cristòfol Gimeno Iglesias, Eva Candela López, Jordi Riba Colom, Elena Díaz Torrevejano, David González Chanca, Helena Bayo Delgado, Mario García Gómez |
| ERC   |       | Pere Aragonès, Laura Vilagrà i Pons, Roger Torrent, Najat Driouech Ben Moussa, Josep María Jové i Lladó, Alba Vergés i Bosch, Ernest Maragall, Ester Capella, Chakir El Homrani i Lesfar, Jenn Díaz i Ruiz, Pau Morales i Romero, Núria Picas i Albets, Ruben Wagensberg i Ramon, Mònica Palacín i París, Jordi Albert i Caballero, Lluïsa Llop i Fernàndez, Juli Fernández i Olivares, Ana Balsera i Marín, Ferran Estruch i Torrents                                                                              |
| Junts |       | Carles Puigdemont, Laura Borràs, Joan Canadell i Bruguera, Elsa Artadi, Jaume Alonso-Cuevillas, Meritxell Budó, Jordi Puigneró i Ferrer, Anna Erra Solà, Lluís Puig, Aurora Madaula i Giménez, Damià Calvet Valera, Mercè Esteve i Pi, Josep Rius Alcaraz, Judith Toronjo Nofuentes, Francesc de Dalmases i Thió, Assumpció Laïlla i Jou |
| Vox   |       | Ignacio Garriga, Antonio Gallego Burgos, Juan de la Cruz Garriga Dómenech, María Elisa García Fuster, Mónica Lora Cisquer, Andrés Félix Bello Sanz, Manuel Jesús Acosta Elías |
| ECP   |       | Jéssica Albiach Satorres, Joan Carles Gallego Herrera, Jessica González Herrera, Lucas Silvano Ferro Solé, David Cid Colomer, Susanna Segovia Sánchez, Marc Parés Franzi |
| CUP   |       | Dolors Sabater, Carles Riera, Eulàlia Reguant, Xavier Pellicer Pareja, Basharat Changue Canalejo |
| Cs    |       | Carlos Carrizosa, Anna María Grau Arias, Ignacio de Loyola Martín Blanco, Marina Bravo Sobrino, Joan García González |
| PPC   |       | Alejandro Fernández Álvarez, Lorena Roldán Suárez, Eva Parera Escrichs |

- Carles Puigdemont (Junts) ne siège pas et est remplacé dès l'ouverture de la législature par Glòria Freixa Vilardell après renonciation de Josep Costa.
- Meritxell Budó (Junts) est remplacée le 15 juin 2021 par David Saldoni i de Tena.
- Sergi Sabrià (ERC) est remplacé le 15 juin 2021 par Anna Torrentà Costa.
- Ester Capella (ERC) est remplacée le 17 juin 2021 par Alba Camps i Roca.
- Damià Calvet (Junts) est remplacé le 20 juillet 2021 par Lourdes Ciuró.
  - Lourdes Ciuró (Junts) est remplacée le 6 août 2021 par Josep Riera i Font.
    - Josep Riera (Junts) est remplacé le 22 mars 2022 par Joaquim Jubert Montaperto.
- Laura Vilagrà (ERC) est remplacée le 28 juillet 2021 par Ángeles Llive Cruz.
- Roger Torrent (ERC) est remplacé le 28 juillet 2021 par Eugeni Villalbí Godes.
- Jordi Puigneró (Junts) est remplacé le 6 août 2021 par Ester Vallès Pelay.
- Eva Granados (PSC) est remplacée le 13 octobre 2021 par Mireia Dionisio Calé.
- Núria Picas (ERC) est remplacée le 25 janvier 2022 par José Rodríguez Fernández.
- Eva Parera (PPC) est remplacée le 8 mars 2022 par Daniel Serrano Coronado.
- Elsa Artadi (Junts) est remplacée le 7 juin 2022 par Judit Guàrdia i Torrents.
- Chakir El Homrani (ERC) est remplacé le 23 janvier 2023 par Margarida Feliu Portabella.
- Marc Parés (ECP) est remplacé le 6 février 2023 par Núria Lozano Montoya.
- Ernest Maragall (ERC) est remplacé le 10 février 2023 par Adrià Guevara i Figueras.
- Laura Borràs (Junts) est remplacée le 8 juin 2023 par Antoni Castellà i Clavé.
- Nacho Martín (Cs) est remplacé le 15 juin 2023 par Noemí de la Calle Sifré.
- Juan Luis Ruiz (PSC) est remplacé le 10 juillet 2023 par Ernesto Carrión Sablich.
- Eulàlia Reguant (CUP) est remplacée le 21 septembre 2023 par Mar Ampurdanès Gutiérrez.
- Lucas Ferro (ECP) est remplacé le 17 octobre 2023 par Enric Bárcena Roig.
- Dolors Sabater (CUP) est remplacée le 8 janvier 2024 par Laura Fernández Vega.
- Jaume Alonso-Cuevillas (Junts) est remplacé le 1er mars 2024 par Elena Fort i Cisneros.

## Élections au Parlement de Catalogne de 2024

### Députés élus
| Parti        | Parti | Députés élus |
| ------------ | ----- | --- |
| PSC          |       | Salvador Illa, Alícia Romero Llano, Ramon Espadaler i Parcerisas, Esther Niubó Cidoncha, Ferran Pedret i Santos, Rocio García Pérez, Pol Gibert Horcas, Sara Jaurrieta Guarner, David Pérez Ibáñez, Eva Candela López, Raúl Moreno Montaña, Beatriz Silva Gallardo, Jordi Riba Colom, Eva Menor Cantador, Cristòfol Gimeno Iglesias, Imma Ferret Raventos, Guillem Sánchez Prat, Elena Díaz Torrevejano, Antoni Poyato Rodríguez, Sabrin Araibi Marachi, Ernesto Carrión Sablich, Concepción Jiménez Cruz, David González Chanca, Andrea Zapata Alfonso, José Ignacio Aparicio Ciria, Susana Martínez Heredia, Mario García Gómez, Natàlia Fabián Corbacho |
| Junts        |       | Carles Puigdemont, Anna Navarro i Descals, Josep Rull, Anna Erra Solà, Albert Batet, Ennatu Domingo i Soler, Josep Rius Alcaraz, Judith Toronjo Nofuentes, Agustí Colomines i Companys, Glòria Freixa Vilardell, Jaume Giró i Ribas, Mercè Esteve i Pi, Lluís Puig, David Saldoni i de Tena, Montserrat Ortiz i Martí, Antoni Castellà i Clavé, Joan Canadell i Bruguera, Francesc de Dalmases i Thió |
| ERC          |       | Pere Aragonès, Laura Vilagrà i Pons, Josep María Jové i Lladó, Najat Driouech Ben Moussa, Joan Ignasi Elena i García, Ester Capella, Carles Campuzano, Tània Verge Mestre, Ruben Wagensberg i Ramon, Mar Besses Casanovas, Jordi Albert i Caballero, Ana Balsera i Marín |
| PP           |       | Alejandro Fernández Álvarez, Manuel Reyes López, Ángeles Esteller, Santiago Rodríguez Serra, Rosa del Amo Hernández, Hugo Manchón García, Juan Fernández Benítez, Eva García Rodríguez, Miriam Casanova Domènech, Alberto Villagrasa Gil, Cristian Escribano Ramírez |
| Vox          |       | Ignacio Garriga, María Elisa García Fuster, Juan de la Cruz Garriga Dómenech, Manuel Jesús Acosta Elías, Mónica Lora Cisquer, Júlia Calvet Puig, Andrés Félix Bello Sanz |
| Comuns Sumar |       | Jéssica Albiach Satorres, Lluís Mijoler Martínez, Andrés García Berrio, Susanna Segovia Sánchez, David Cid Colomer, Núria Lozano Montoya |
| CUP          |       | Laia Estrada Cañón, Laura Fernández Vega, María Pilar Castillejo Medina |

- Pere Aragonès (ERC) choisit de ne pas siéger et est remplacé dès l'ouverture de la législature par Juli Fernández i Olivares.